# Culture et patrimoine de la région grenobloise

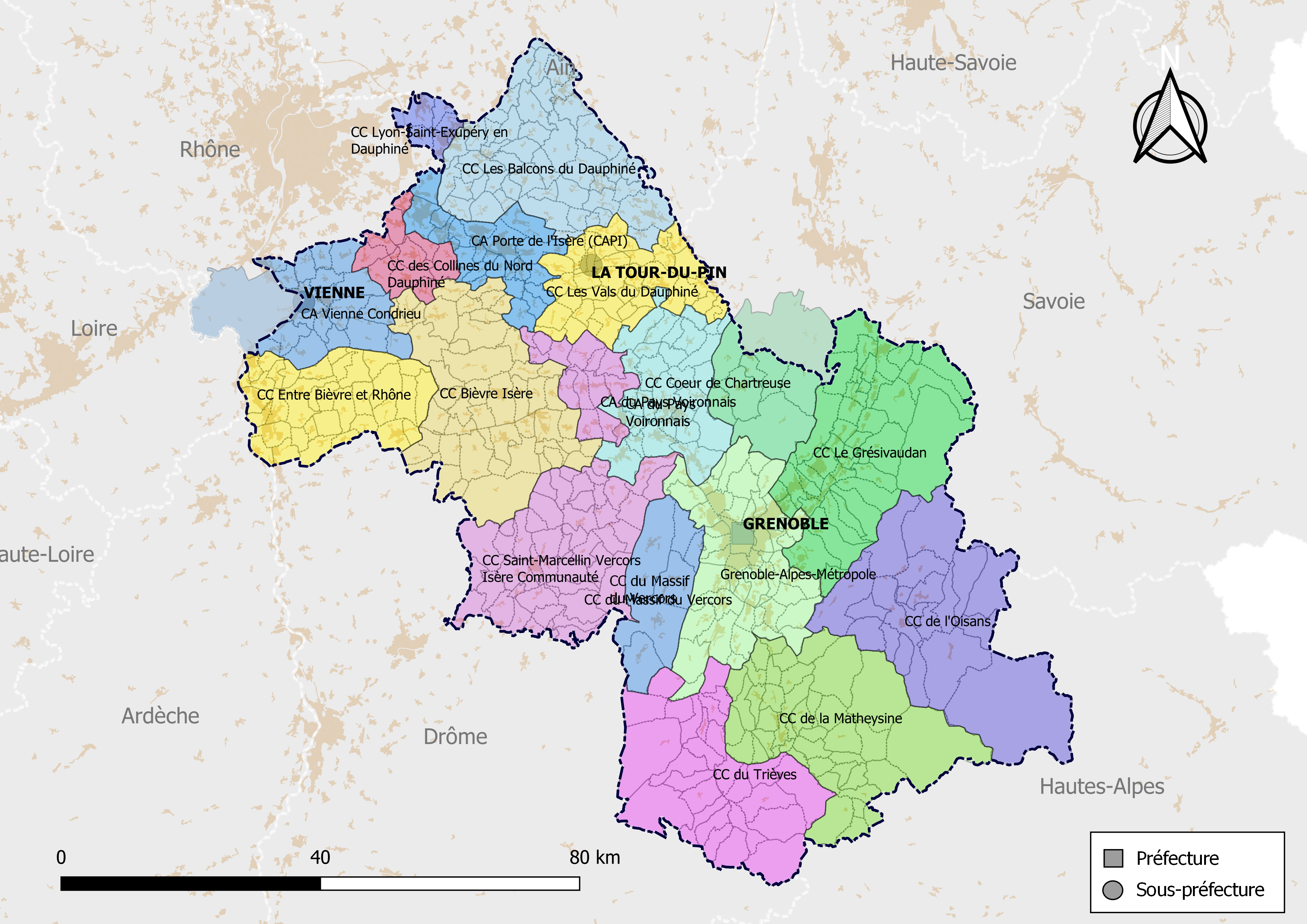
La « région grenobloise » correspond à la Métropole de Grenoble et à la CC du Grésivaudan

Cet article est une présentation non exhaustive du patrimoine à la fois historique, naturel et culturel de la région grenobloise, comprise ici comme espace regroupant les territoires environnant la ville de Grenoble. 
Les communes de l’agglomération grenobloise et de sa périphérie, ainsi que celles de la vallée du Grésivaudan qui comprend la vallée de l'Isère, en amont de Grenoble jusqu'aux limites de la Savoie, sont comprises dans cet article.

## Patrimoine civil

### Châteaux
Bien qu'ils soient absents de la ville de Grenoble, de nombreux châteaux sont installés dans l’agglomération grenobloise et autour de celle-ci. L'un des plus proches de Grenoble est celui de Sassenage, situé au nord-est. Magnifique exemple de l'architecture classique française, construit au XVIIe siècle, on peut y visiter des salons aux chambres d'apparat, des appartements privés ou encore une cuisine du XVIIe siècle et ses ustensiles d'époque. À noter qu'il est l'un des rares châteaux dont les meubles et le décor sont en place depuis l'Ancien Régime. La commune héberge également le château des Blondes et Noyarey, commune voisine héberge le château de Chaulnes.
Au sud de Sassenage, sur le territoire de la commune de Fontaine, le voyageur peut découvrir une ancienne maison forte médiévale, le château de la Rochette, puis encore quelques kilomètres plus au sud, à Seyssinet-Pariset, il découvre le château de Beauregard. Édifié aux XVIIIe et XIXe siècles, il est partiellement classé et partiellement inscrit au titre des  Monuments historiques depuis le 15 décembre 1997. Jean-Jacques Rousseau y a séjourné en 1768. Il appartient aujourd'hui à une société privée et est exceptionnellement ouvert à la visite quelquefois dans l'année.
Encore un peu plus au sud, de l'agglomération, se trouve le château de Bon Repos sur la commune de Jarrie. Construit aux XVe et XVIIIe siècles, il comporte également des vestiges d'enceinte datant des XIIe et XIIIe siècles et peut être visité tous les troisièmes dimanches de chaque mois. Il est inscrit aux monuments historiques depuis 1986.
La vallée du Grésivaudan, surnommée « la vallée aux cents châteaux », offre également un patrimoine historique remarquable. Le plus réputé de ses châteaux est celui du Touvet, classé monument historique. Il s’agit d'un ancien château médiéval, entouré de hauts murs d'enceinte et de 5 tours d'angle (dont certaines sont encore présentes), et transformé en château d'agrément au XVIIIe siècle. Les jardins aménagés vers 1750 évoquent la splendeur des jardins italiens avec un spectaculaire escalier d'eau alimenté par un torrent de montagne et une profusion de sources. Ils ont reçu le label « Jardin remarquable » du ministère de la Culture.
Dominant de sa colline la vallée du Grésivaudan, le château Bayard, situé sur la commune de Pontcharra a été construit à partir de 1404. Il fut la demeure de Pierre de Terrail, seigneur de Bayard, le célèbre chevalier « sans peur et sans reproche ». Le château fait l’objet d’un classement au titre des monuments historiques depuis le 28 janvier 1915.
Le plus célèbre des châteaux du Dauphiné demeure toutefois le château de Vizille, ancienne résidence d'été des présidents de la République entre 1925 et 1972. Il fut construit par le duc de Lesdiguières de 1604 à 1620 autour d’un parc de 130 ha. En 1862, le château et son parc furent classés monuments historiques et en 1972 l’État céda le domaine au conseil général de l'Isère. Le site du domaine départemental de Vizille est aujourd’hui le premier lieu touristique de l'Isère avec 804 511 visiteurs en 2008.

Quelques photos de châteaux et de leurs domaines de la région grenobloise
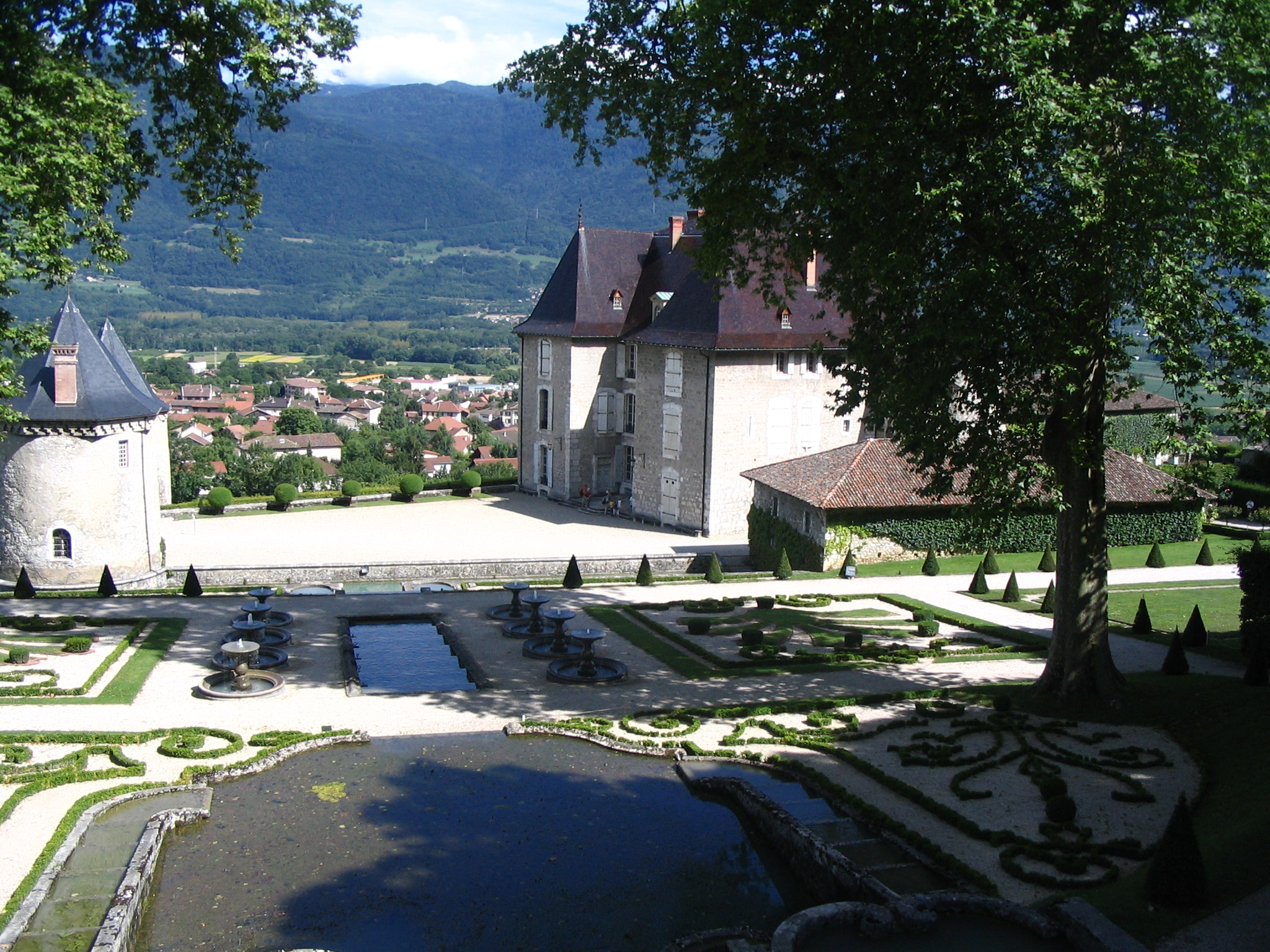
Le château du Touvet et son jardin d'eau.
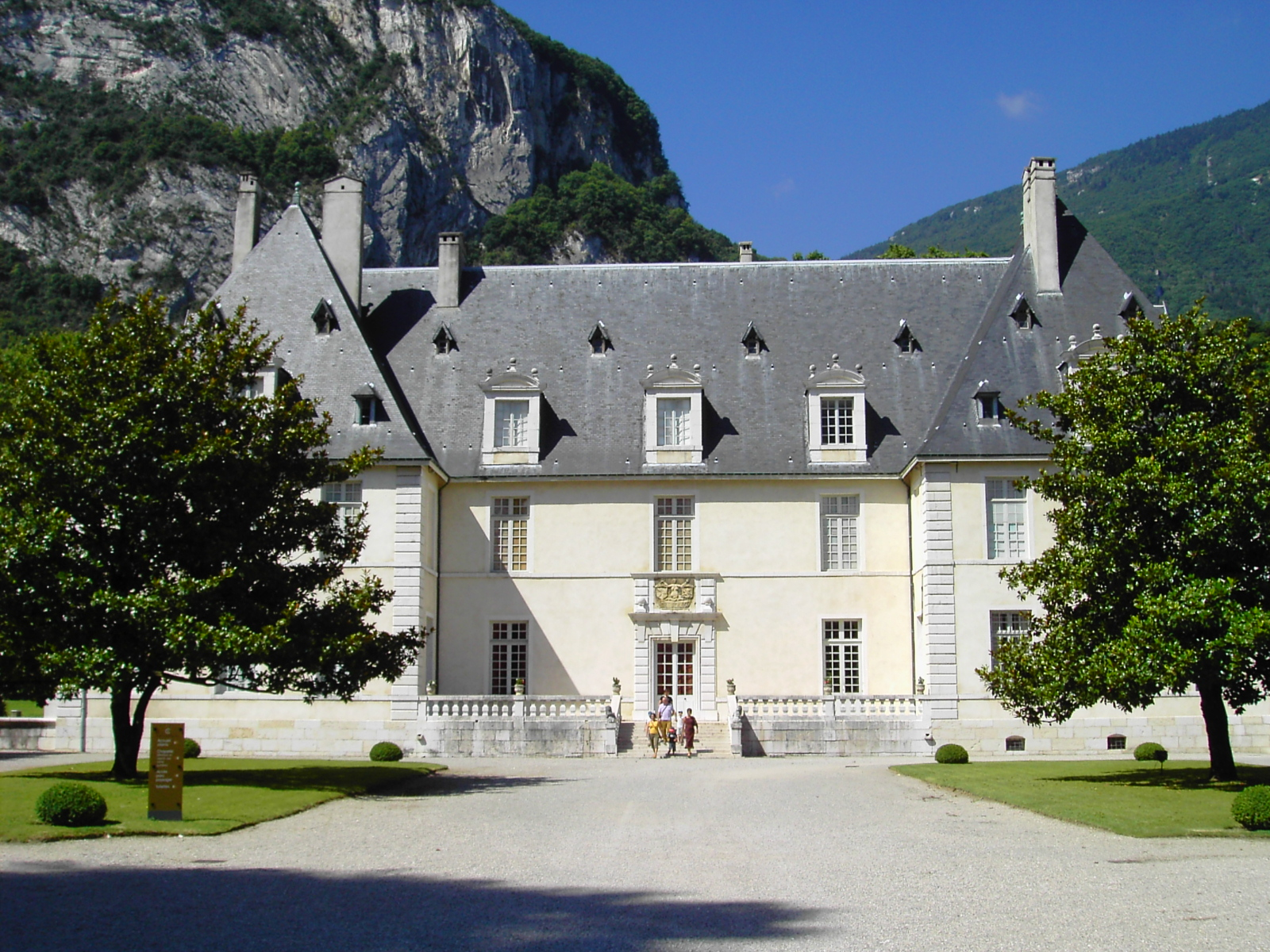
Le château de Sassenage.
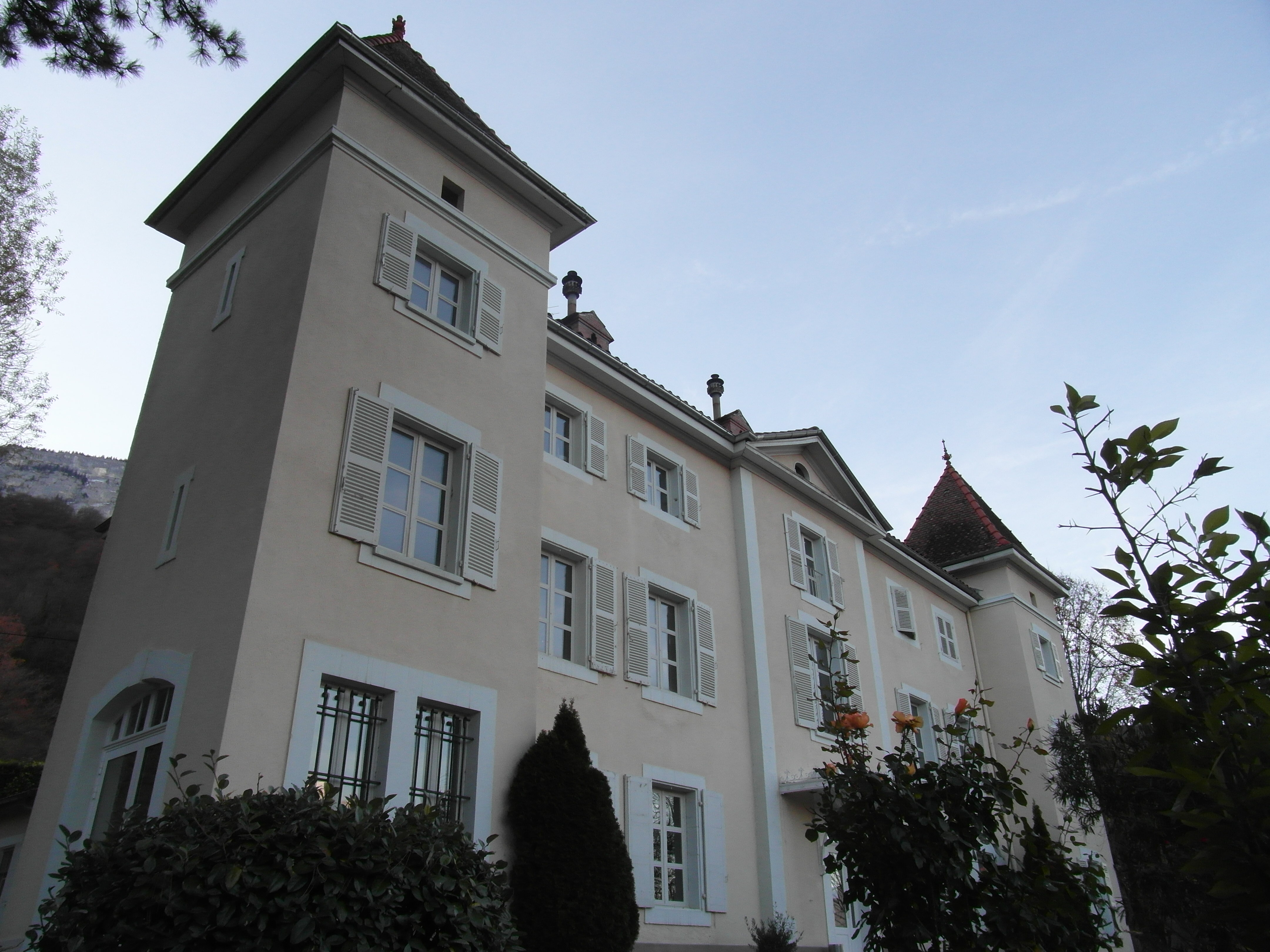
Le château de Chaulnes (Noyarey)
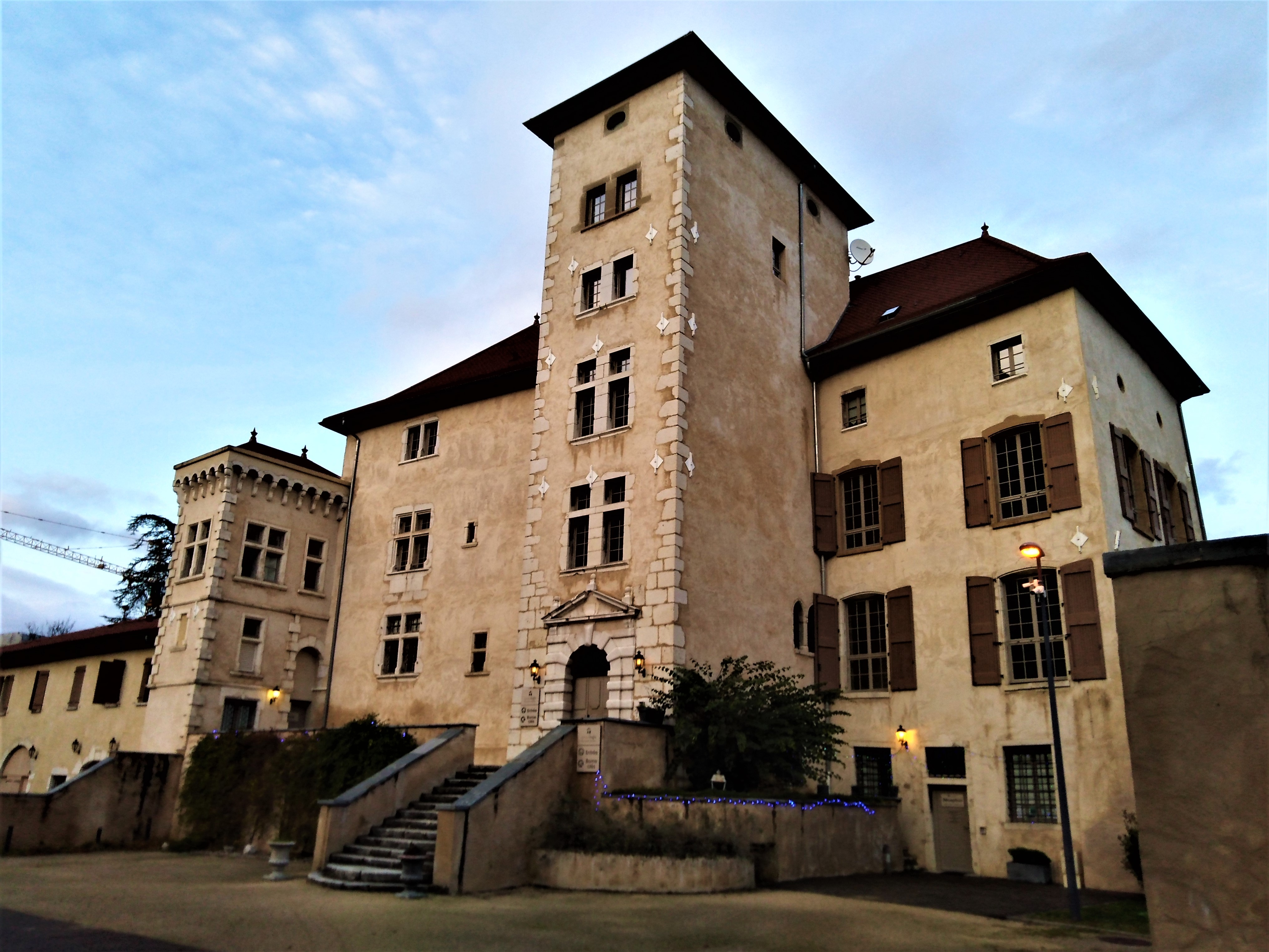
Le château de la Rochette
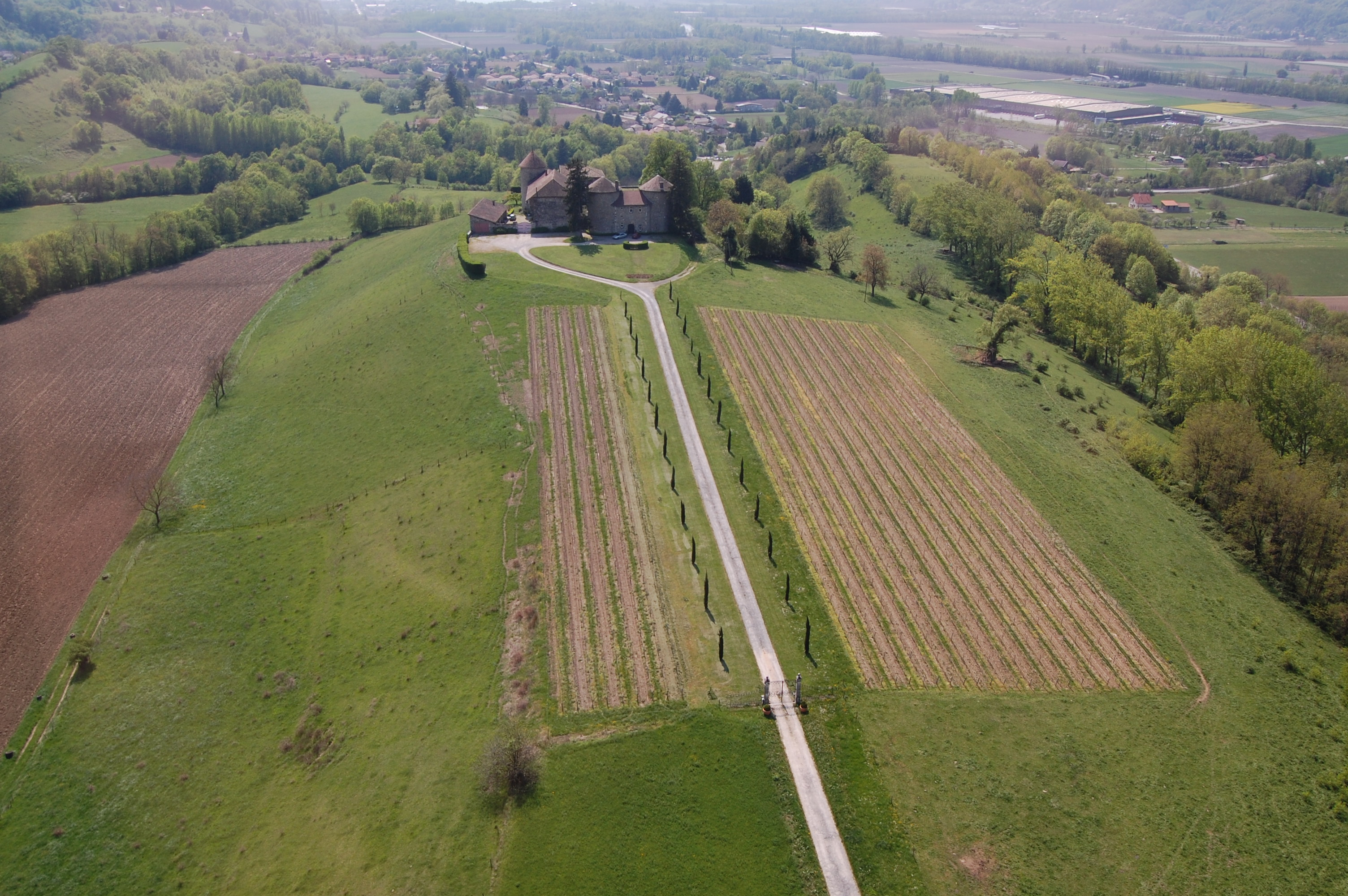
Vue aérienne des vignes et du château Bayard.
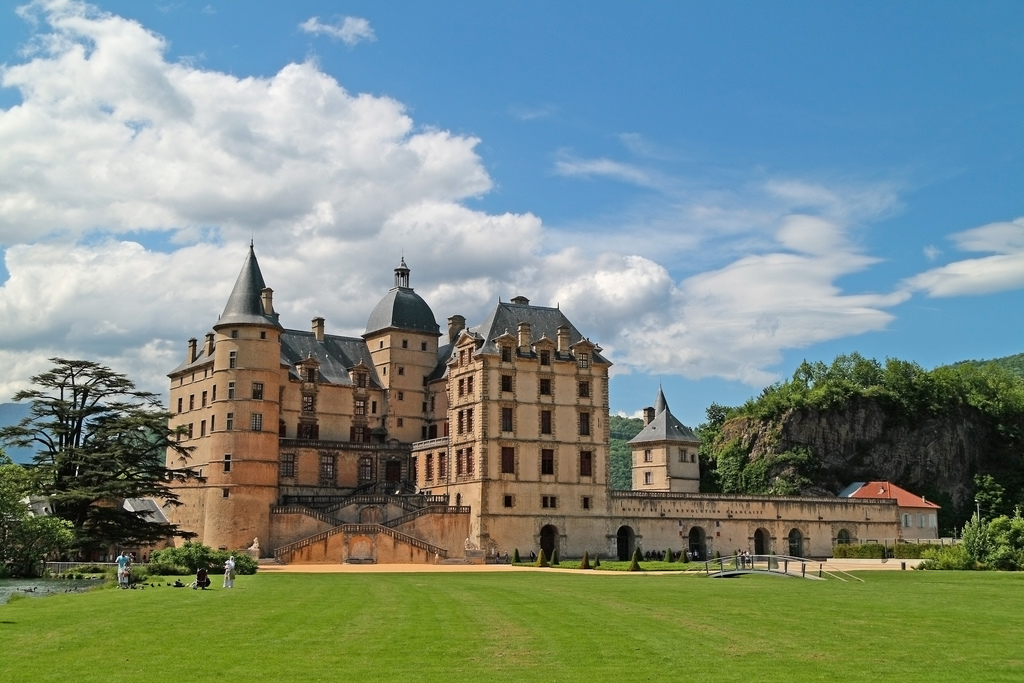
Le château de Vizille depuis le parc.

### Forts
Ancienne place forte, à la frontière du royaume de France, la région de Grenoble et le Grésivadaun gardent en vestige un important patrimoine militaire. En plus des fortifications de la Bastille, une couronne de six forts militaires a été érigée tout autour de la ville durant le XIXe siècle. Parmi eux, l’on peut citer le fort de Comboire, qui domine l’agglomération grenobloise depuis les hauteurs de Claix, le fort du Saint-Eynard, qui domine Grenoble depuis la montagne du même nom, mais également le fort du Mûrier sur la commune de Gières.
Ces forts connurent des fortunes diverses. Si trois d’entre eux sont aujourd’hui laissés à l’état d’abandon, le fort du Bourcet est occupé par une entreprise de nettoyage tandis que le fort du Saint-Eynard abrite un restaurant et un musée qui accueillent chaque année de nombreux visiteurs. Le Fort du Mûrier a pour sa part bénéficié ces dernières années d’un important programme de restauration et est désormais utilisé à des fins culturelles (spectacles, expositions…).
Le meilleur témoin du passé militaire de la région demeure néanmoins fort Barraux, situé dans la vallée du Grésivaudan. Il constitue l'un des plus anciens forts bastionnés des Alpes et se caractérise par sa forme en étoile, hérissée de bastions et d'ouvrages avancés. Édifié à la fin du XVIe siècle, fort Barraux sera revu et amélioré au cours des siècles, surtout lors d'une importante campagne de travaux prescrite par Vauban en 1692 et 1700. Désaffecté en 1985, le fort est inscrit monument historique le 11 octobre 1988, après son rachat par la commune de Barraux, puis classé  par arrêté du 23 août 1990. Sont protégés l'enceinte, le fossé, le pavillon et la chapelle.. Le site est ouvert au public et accueille de multiples manifestations culturelles.

Quelques photos de forts militaires de la région grenobloise
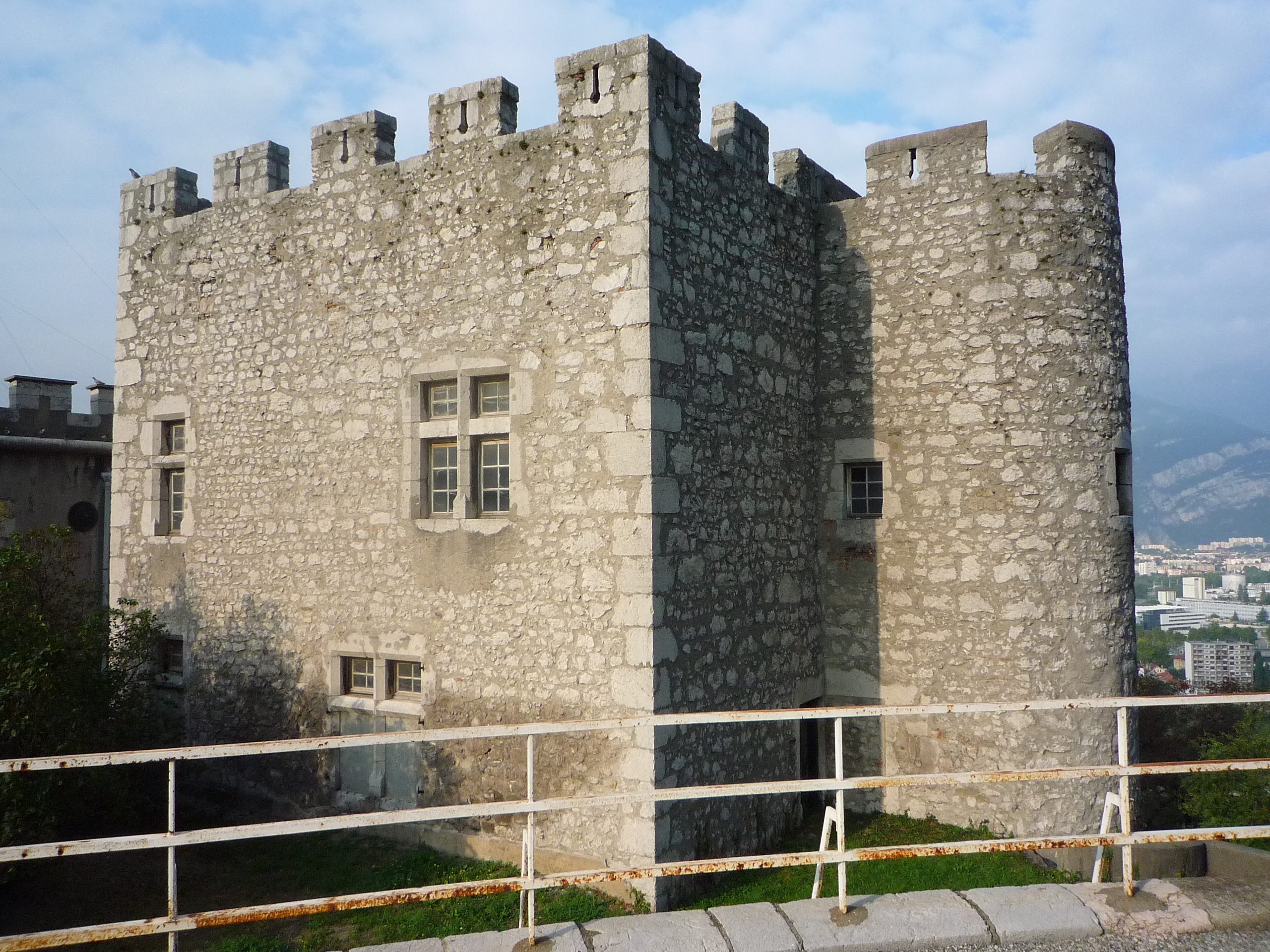
Maison forte Rabot du site de la Bastille
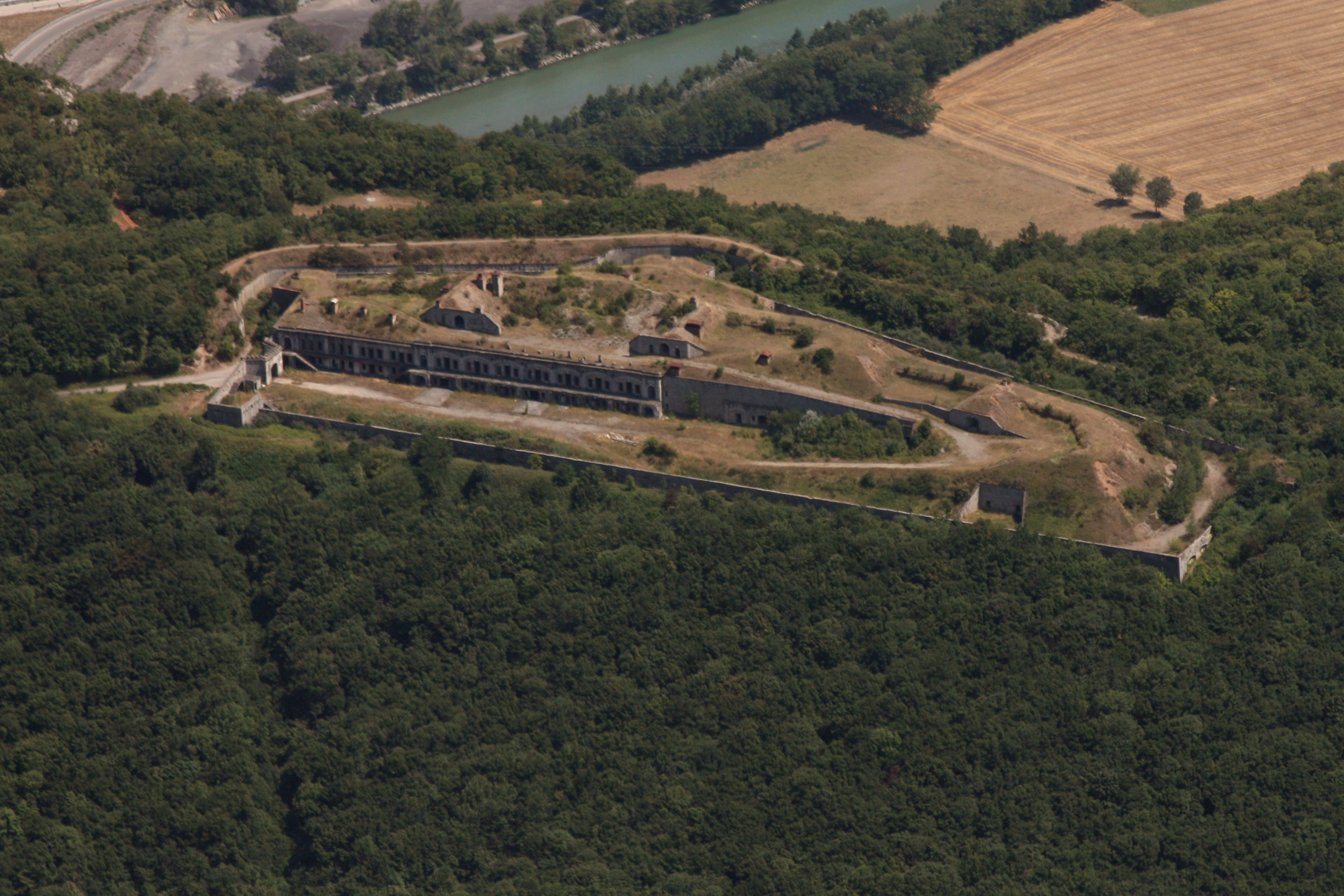
Le fort de Comboire à Claix.
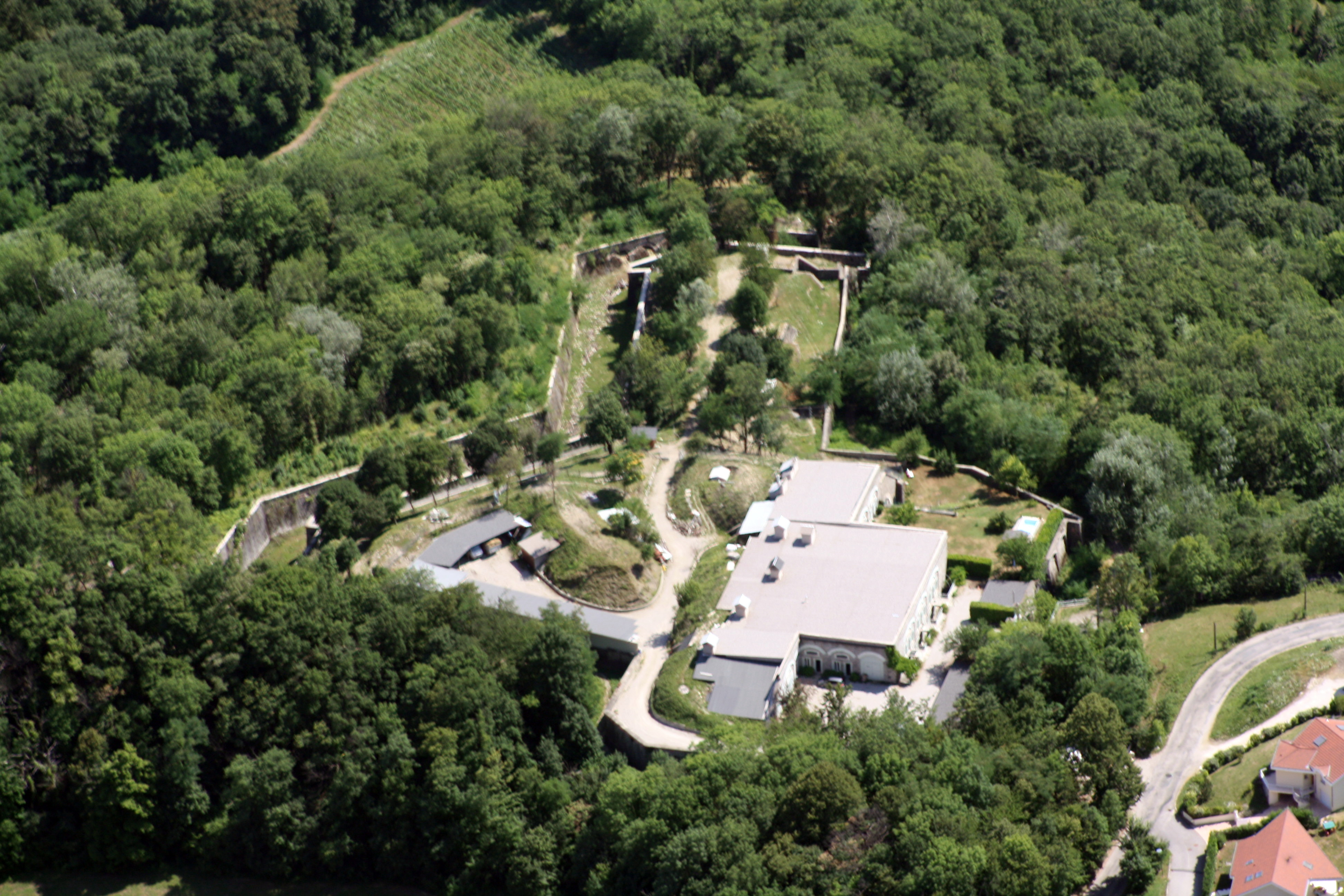
Le fort de Bourcet
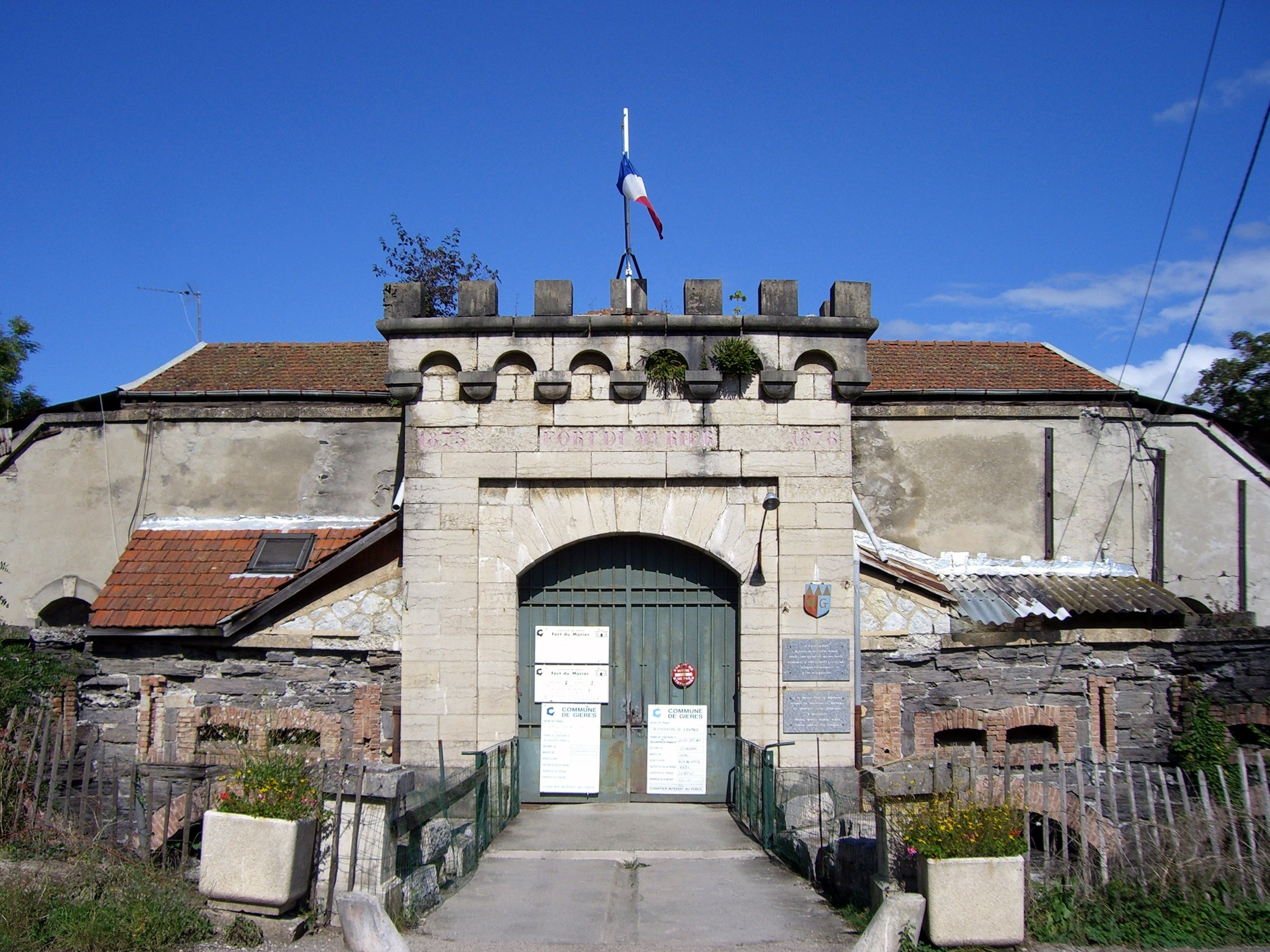
Le fort du Mûrier à Gières.
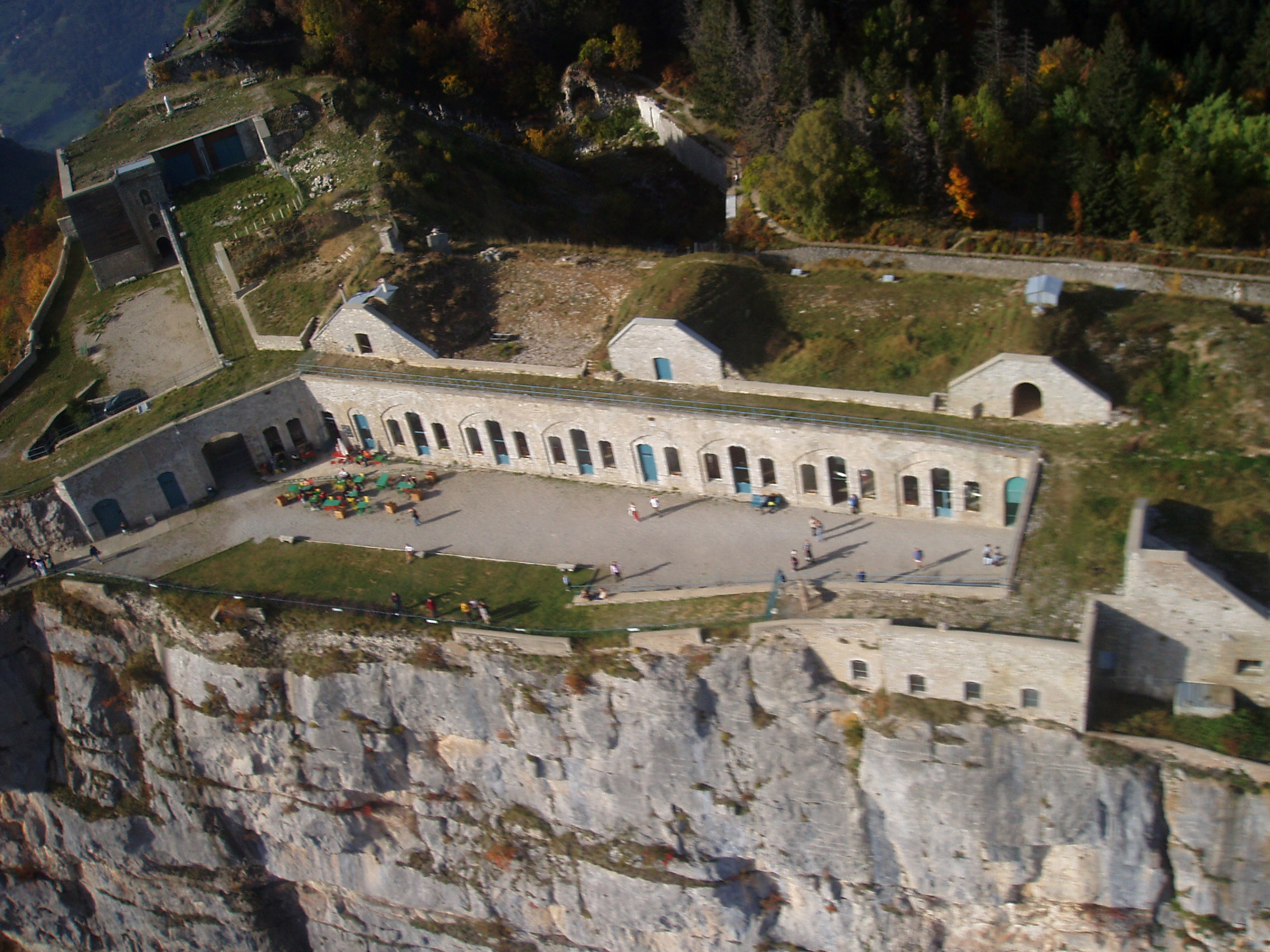
Le fort du Saint-Eynard au Sappey-en-Chartreuse.
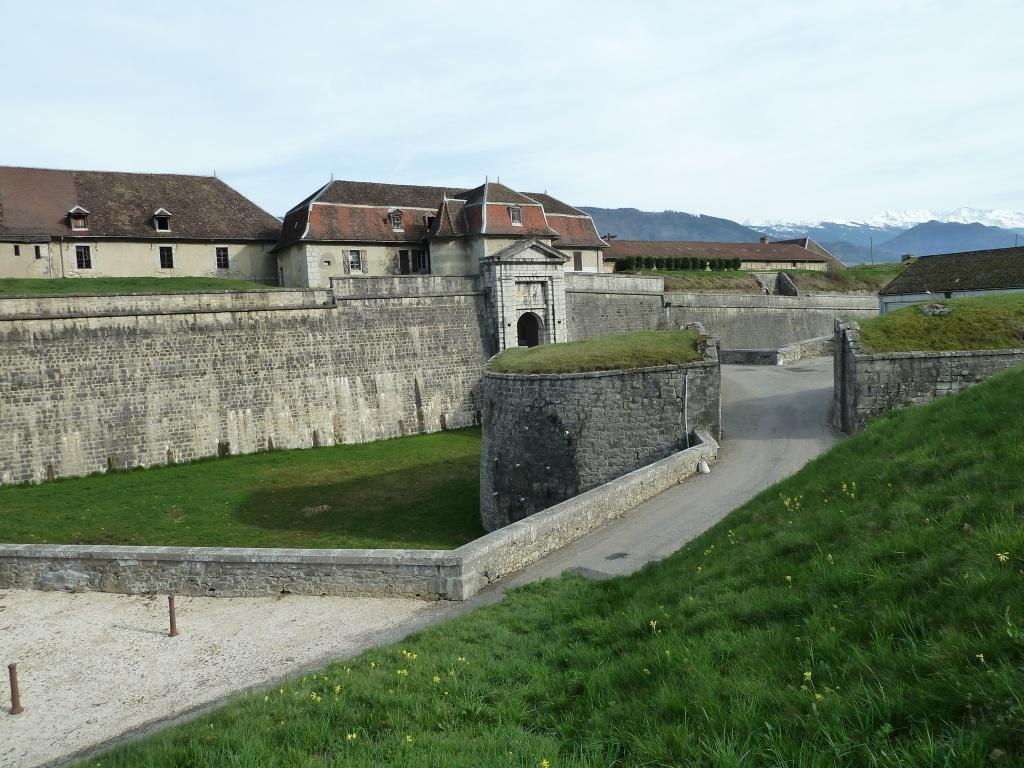
Entrée de fort Barraux.

### Autres lieux
On peut citer notamment la tour de Sassenage, haute de 22 m et datant du XIIIe siècle dans la rue du pont Saint-Jaime à Grenoble. Difficilement observable car englobée dans l'hôtel de Montal, elle est décrite lors de sa vente en 1301 comme étant située le long du ruisseau le Verdaret qui se jette dans l'Isère en direction de l'église des Frères mineurs : « quamdam Turrim cum quadam Domo et quodam Viridario, plateis, pertinentiis et appenditiis earumdem turris, domus et viridarii praed. et cum ingressibus et egressibus earumdem, quae sita sunt apud Gratianop; juxta aquam Verdarelli ex una parte et juxta Careriam publicam qua itur a Rua Calnesia versus Ecclesiam Fratrum Minorum Gratianopolis. »
À proximité et juste en face de la cathédrale se dresse également la tour de Clérieu, aux origines assez obscures, datée entre le neuvième et le treizième siècle. Bâtie de briques mais recouverte aujourd'hui d'un ciment blanc, elle s'est conservée jusqu'à nos jours, visible à l'arrière du bar le Tonneau de Diogène,. Non loin de là, le visiteur peut également dans le centre ancien, de part et d'autre de la Grande-Rue la maison Rabot et la Maison Stendhal, transformée en maison.

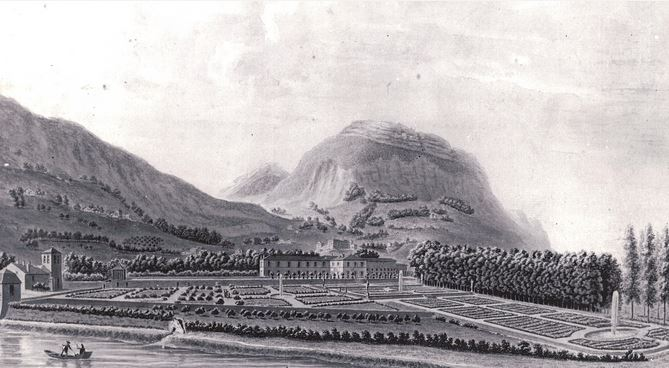
Le domaine de la Merci (propriété Barral)

Au bord de l'Isère, non loin de Grenoble, mais sur le territoire de Saint-Ferjus, ancien nom de la commune de La Tronche avant la Révolution française, se situait le une grande maison familiale dénommée « château Barral » (du nom d'un ancien maire de Grenoble), entourée d'un vaste espace paysager, devenu le domaine de la Merci et accueillant, depuis 1967, les facultés de médecine et de pharmacie de Grenoble. La maison existe toujours (mais sans ses ailes démolies en 1850) et abrite les bureaux administratifs de la double faculté.
Au sud de l’agglomération se trouve le pont Lesdiguières, en maçonnerie franchissant le Drac. Également appelé pont de Claix, car entièrement situé avant 1873 sur la commune de Claix, il donnera alors son nom à une nouvelle commune limitrophe. L'ouvrage fait partie des sept merveilles du Dauphiné. Il s’agit d’une construction très hardie avec une unique arche de 46 mètres d'ouverture, à 16 mètres au-dessus du Drac. Il est classé monument historique depuis 1898 et fut construit entre 1608 et 1610.
Plus insolite à découvrir, la tour sans Venin, située sur les hauteurs de Seyssinet-Pariset, et également considérée comme l'une des merveilles du Dauphiné. Le pan de muraille qui demeure aujourd’hui serait un vestige du donjon de l’ancien château fort de Pariset datant du XIe siècle juché sur une colline sur les contreforts du massif du Vercors. À ses pieds, on découvre une petite chapelle romane datant du XIIIe siècle ainsi qu’un panorama impressionnant sur les vallées de l'Isère et du Drac et l’agglomération grenobloise, ainsi que sur le massif de la Chartreuse (avec le rocher du Cornillon, curiosité géologique de ce massif qui surplombe la vallée de l'Isère) et la chaîne de Belledonne.
Le monument local le plus excentrique demeure toutefois sans aucun doute la « Casamaures » à Saint-Martin-le-Vinoux. Ce mini palais de style orientaliste, l'un des plus anciens édifices de ciment moulé d'Europe(le ciment artificiel fut inventé à Grenoble par Louis Vicat), fut bâti à partir de 1855 pour un riche industriel grenoblois.
La région comporte également deux attractions touristiques populaires. Le funiculaire de Saint-Hilaire-du-Touvet tout d’abord, construit dans les années 1920. La ligne à voie métrique a une longueur de 1,4 km. Elle a son origine dans la vallée de l'Isère, à Montfort sur la commune de Lumbin, puis s'élève rapidement par une pente très élevée (83 %) , jusqu'au plateau des Petites Roches (où a lieu chaque année la coupe Icare), après avoir traversé un tunnel de 130 m de long. La gare supérieure est située à l'altitude de 967 m.
Bien que situé en grande partie hors du territoire de la Métropole, le petit train de la Mure est également un des itinéraires touristiques les plus fréquentés du département. Il s’agit d’un chemin de fer à voie étroite de 30 kilomètres qui relie Saint-Georges-de-Commiers à La Mure. La ligne comporte 18 tunnels et 9 ponts ou viaducs. Différentes activités se trouvent le long du parcours, comme un « musée de l'abeille » en gare de la Motte-d'Aveillans ou un musée de la mine à proximité de cette même gare. Cependant, du fait d'un éboulement survenu le 26 octobre 2010, le train de la Mure ne circule plus. Un projet est cependant à l'étude pour une réouverture vers le printemps 2021.
L'atelier Berthier-Bessac, construit en 1892, crée et restaure des vitraux pour plus de 6 000 édifices dont 3 000 en France. Il est labellisé « Patrimoine en Isère » en 2011.

Quelques photos de lieux historiques de la région grenobloise
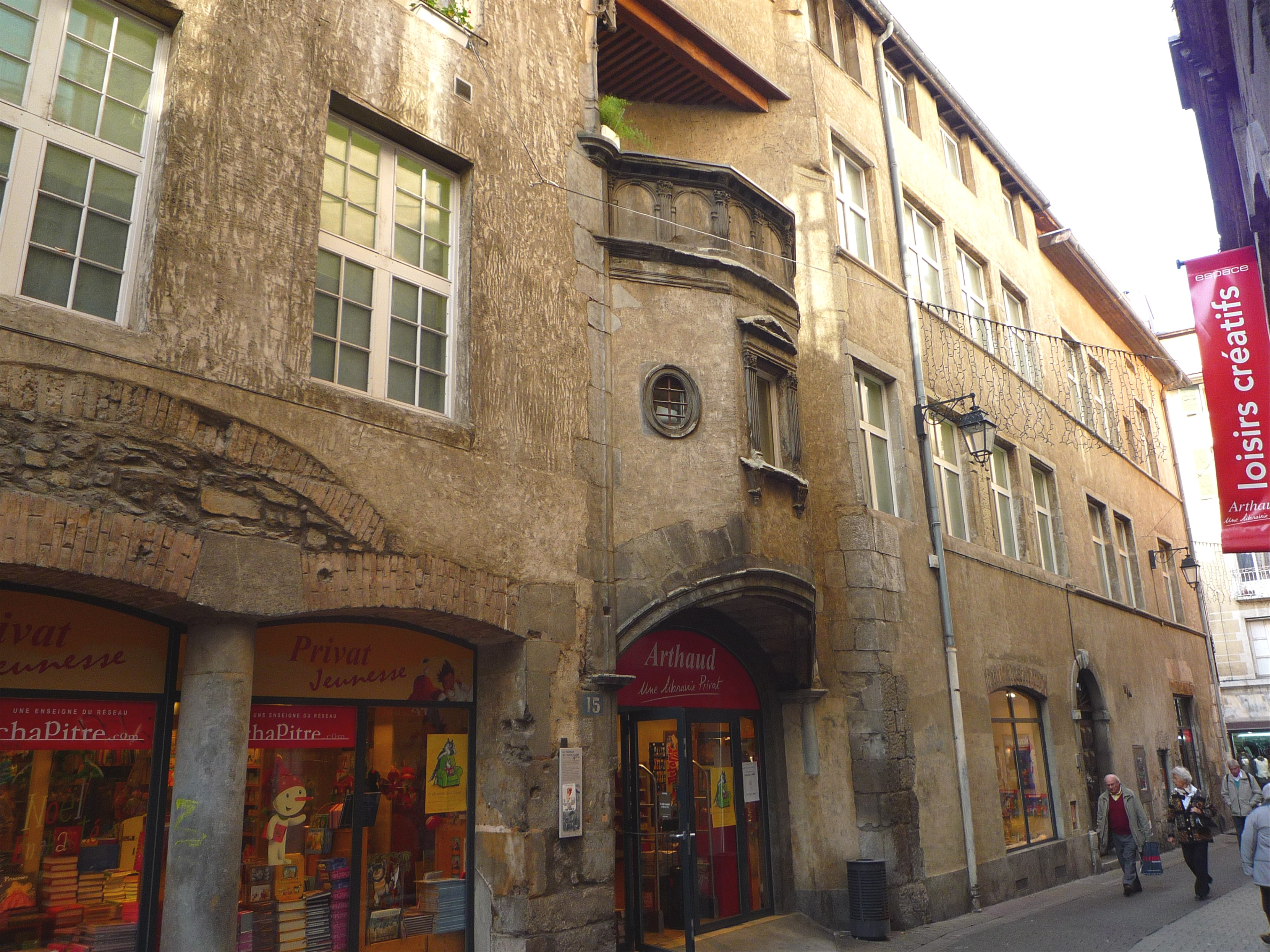
Maison Rabot à Grenoble
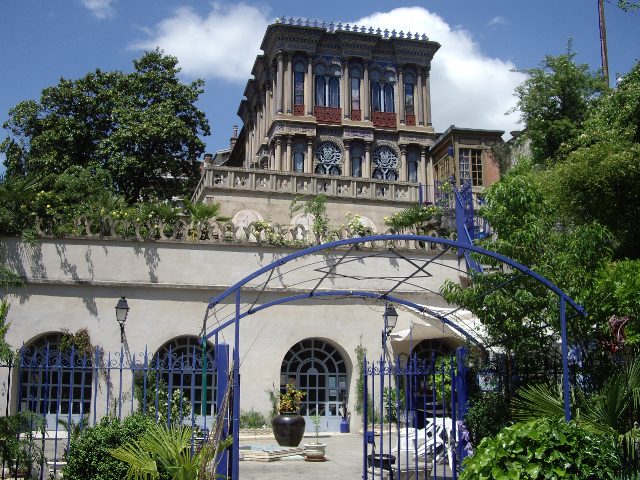
La Casamaures et son Orangerie à Saint-Martin-le-Vinoux.
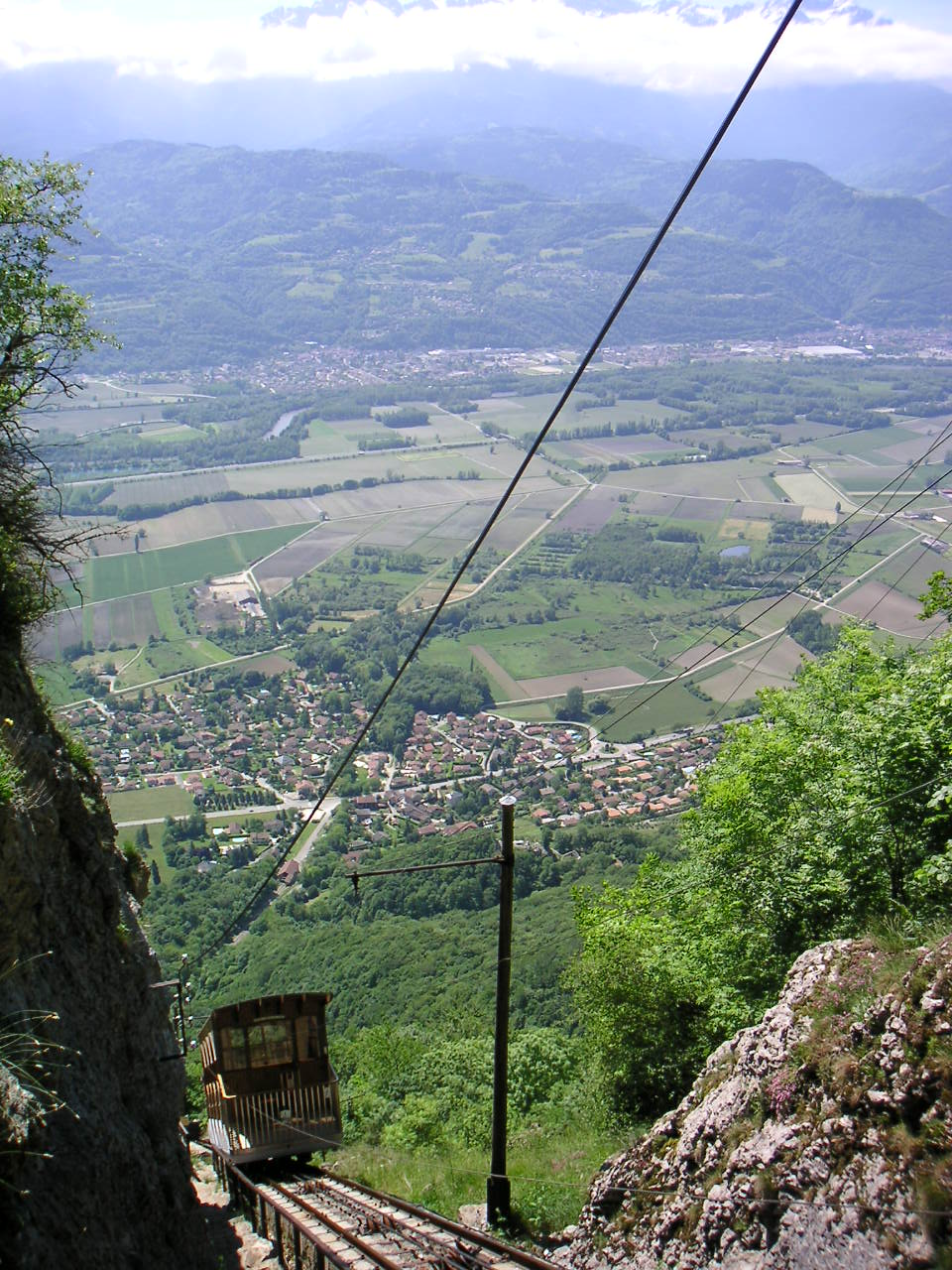
Le funiculaire de Saint-Hilaire-du-Touvet.
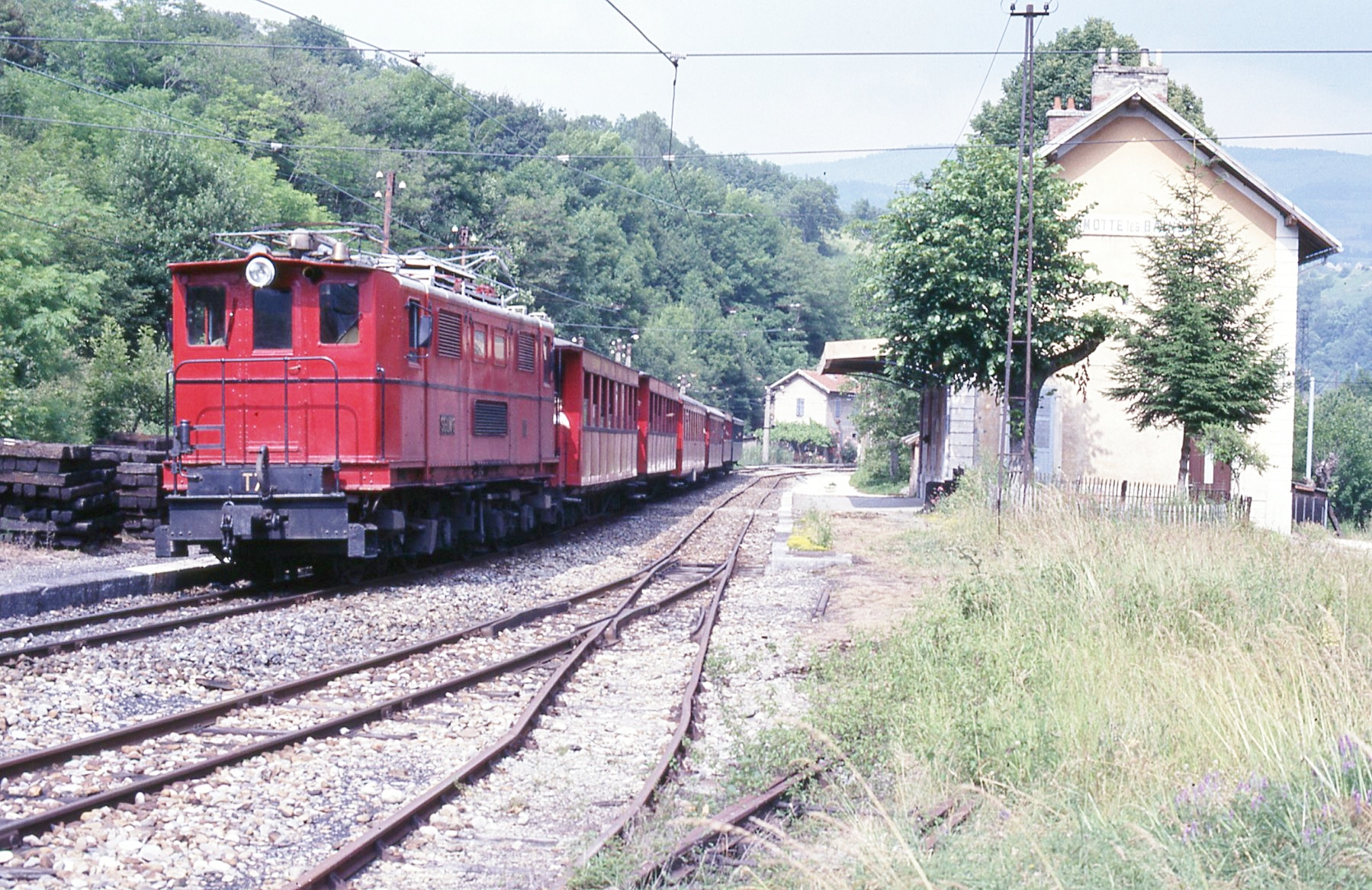
Le petit train de La Mure
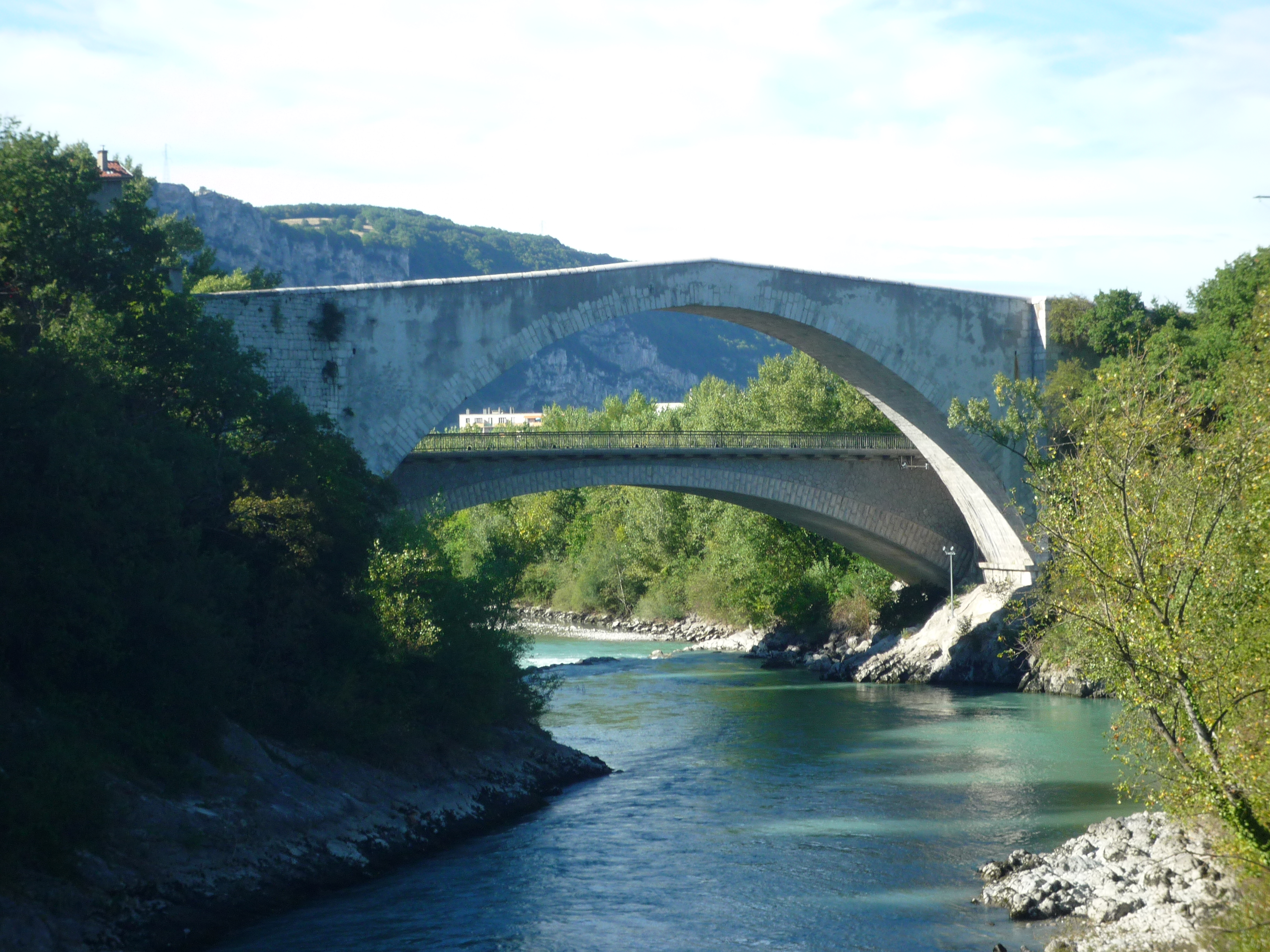
Le pont Lesdiguières (dit Pont de Claix).
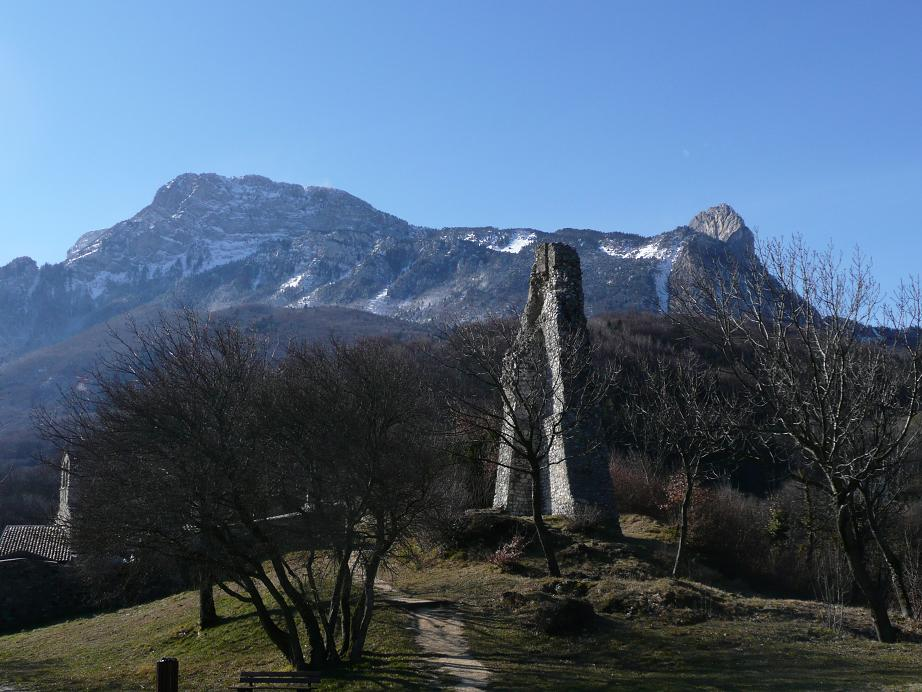
La Tour-Sans-Venin à Seyssinet-Pariset.

## Patrimoine religieux
Parmi les édifices religieux de la région grenobloise dont la cathédrale Notre-Dame de Grenoble est un des principaux fleurons, il peut notamment être fait mention du couvent des Minimes de la plaine, monument historique inscrit, datant du XVe siècle. Situé à Saint-Martin-d'Hères, il a abrité des sépultures de la noblesse locale dont celle du chevalier Bayard. Il est inscrit aux monuments histoire depuis 1982. À Sassenage, au nord-est de l'agglomération le visiteur peut découvrir l'église Saint-Pierre de Sassenage dont le clocher, la chapelle et l'ensemble contenant le tombeau font l'objet d'une inscription partielle au titre des monuments historiques par arrêté du 11 février 1930
Un peu plus à l’est se trouve l’ancien prieuré bénédictin de Domène. Il fut fondé en 1058 par l'abbaye bourguignonne de Cluny. Les ruines du prieuré font l’objet d’un classement au titre des monuments historiques depuis le 1er juin 1943. Sur la commune de Vif se trouve enfin l’église Sainte-Marie du Genevrey, achevée au début du XIIe siècle. Elle est inscrite aux monuments historiques depuis le 1er décembre 1908. 
Il peut également être noté la présence à Voreppe de l'église romane Saint-Didier, datant du XIIe siècle, et vestige du prieuré du même nom dont est attestée l'existence par un document de 1109. Victime de sa position sur un sol instable, l'église a été agrandie et remaniée au XIXe siècle : le porche massif établi alors joue un rôle de soutien. L'église, entourée du cimetière, n'est plus ouverte au public et constitue une chapelle funéraire pour les tombeaux qui sont à l'intérieur, comme celui du peintre Alexandre Debelle. Elle est inscrite aux monuments historiques depuis 1908. 
Plus haut sur la commune se trouve par ailleurs l'abbaye Notre-Dame-de-Chalais, fondée en 1101 par Hugues de Châteauneuf, évêque de Grenoble. Maison-mère de l’ordre monastique de Chalais, elle fut acquise en 1303 par les chartreux à qui il servit de maison de retraite. L'ancienne église abbatiale date du XIIe siècle. C'est un des chefs-d'œuvre de l'art roman dans le département. Elle est depuis 1961 une possession des Dominicaines d'Oullins. La communauté de moniales dominicaines est affiliée à la Fédération Notre-Dame des Prêcheurs. Elle est inscrite aux monuments historiques depuis 1974.
Le reliquaire de la Sainte Épine de Grenoble contient une Sainte-Épine, fragment de la couronne du Christ qu'il aurait porté lors de la Passion, conservée au musée de l'Ancien Évêché à Grenoble.

Quelques photos du patrimoine religieux de la région grenobloise
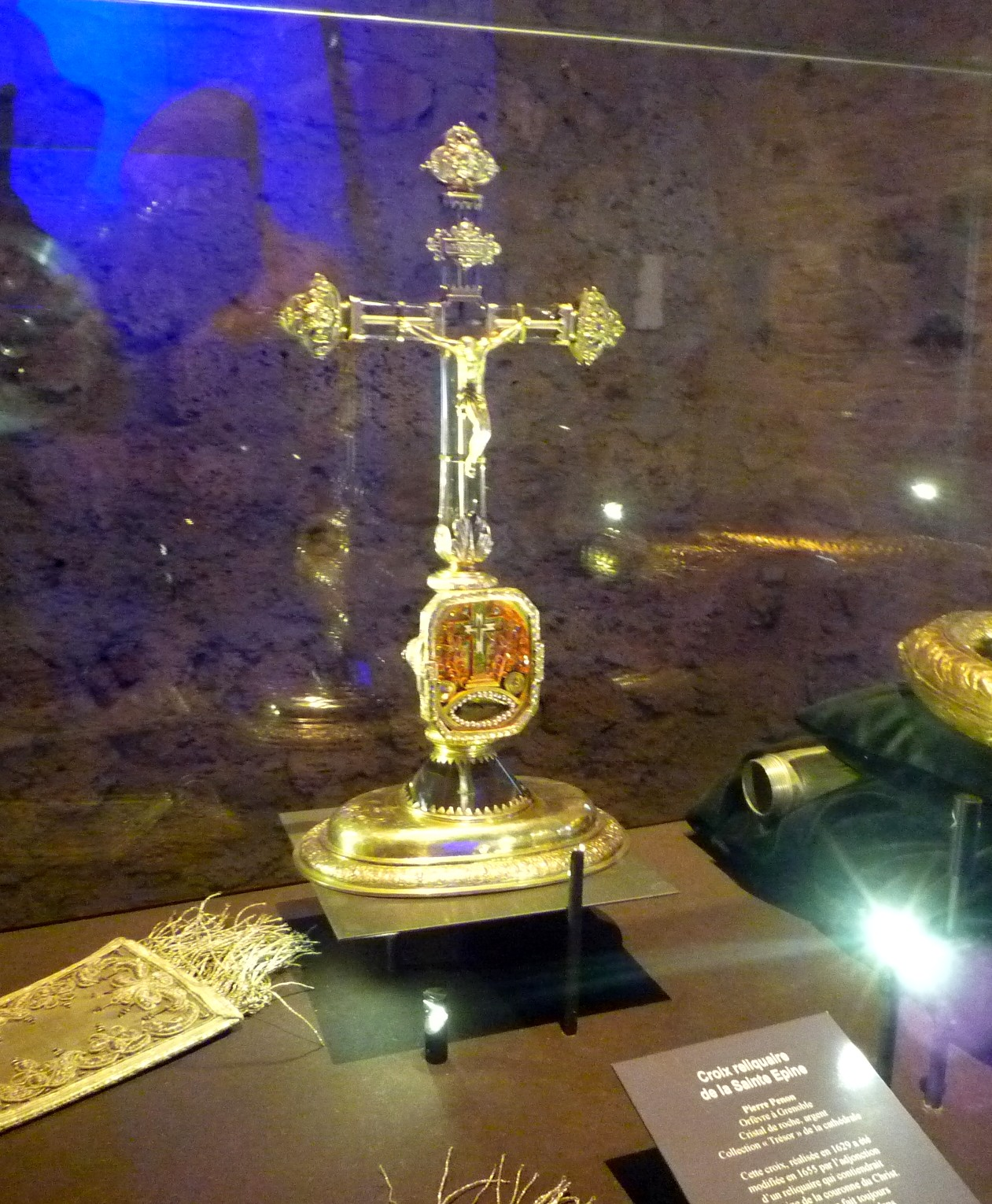
La croix reliquaire de 1629, abritant la Sainte Epine
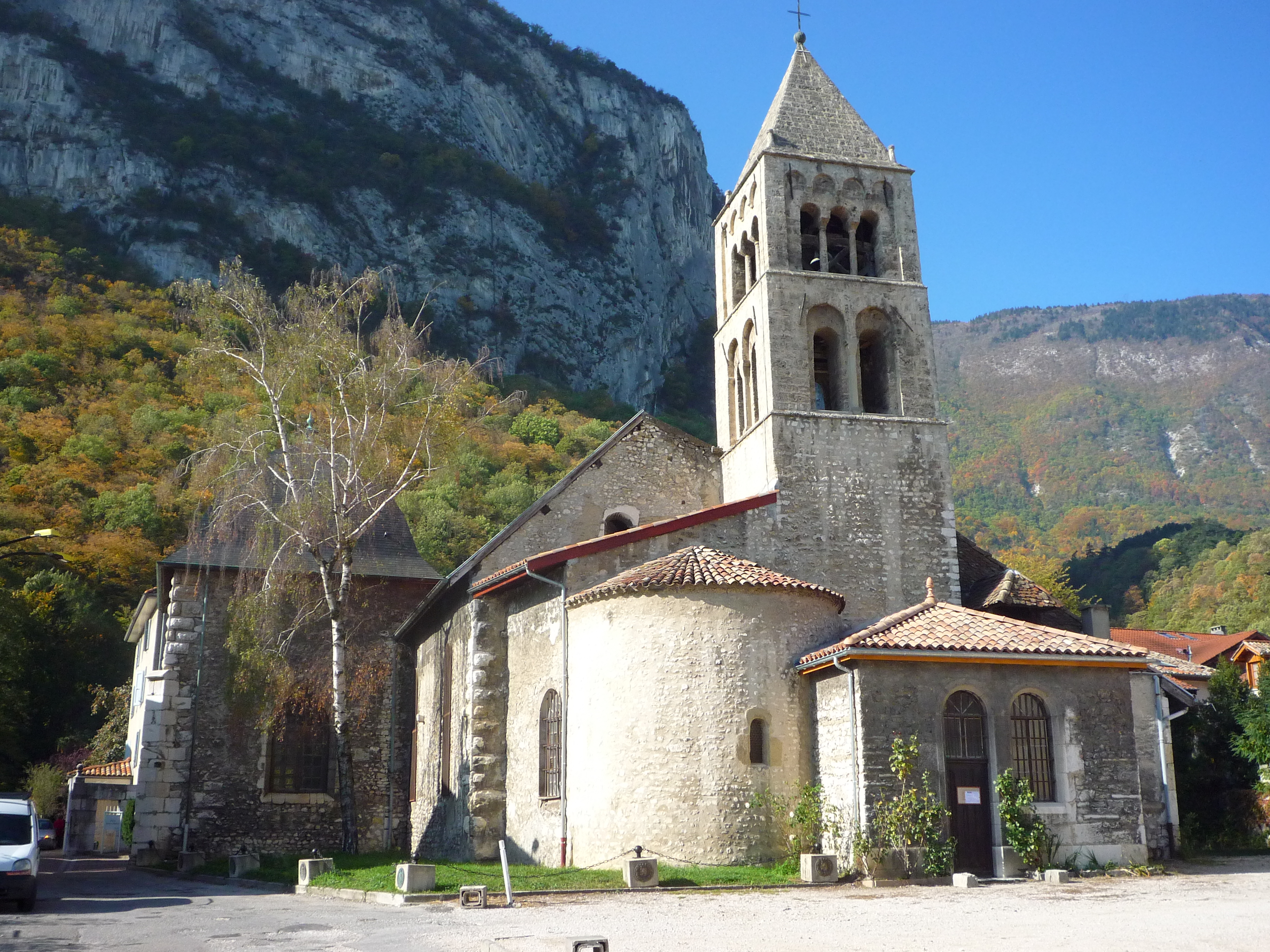
Église Saint-Pierre de Sassenage
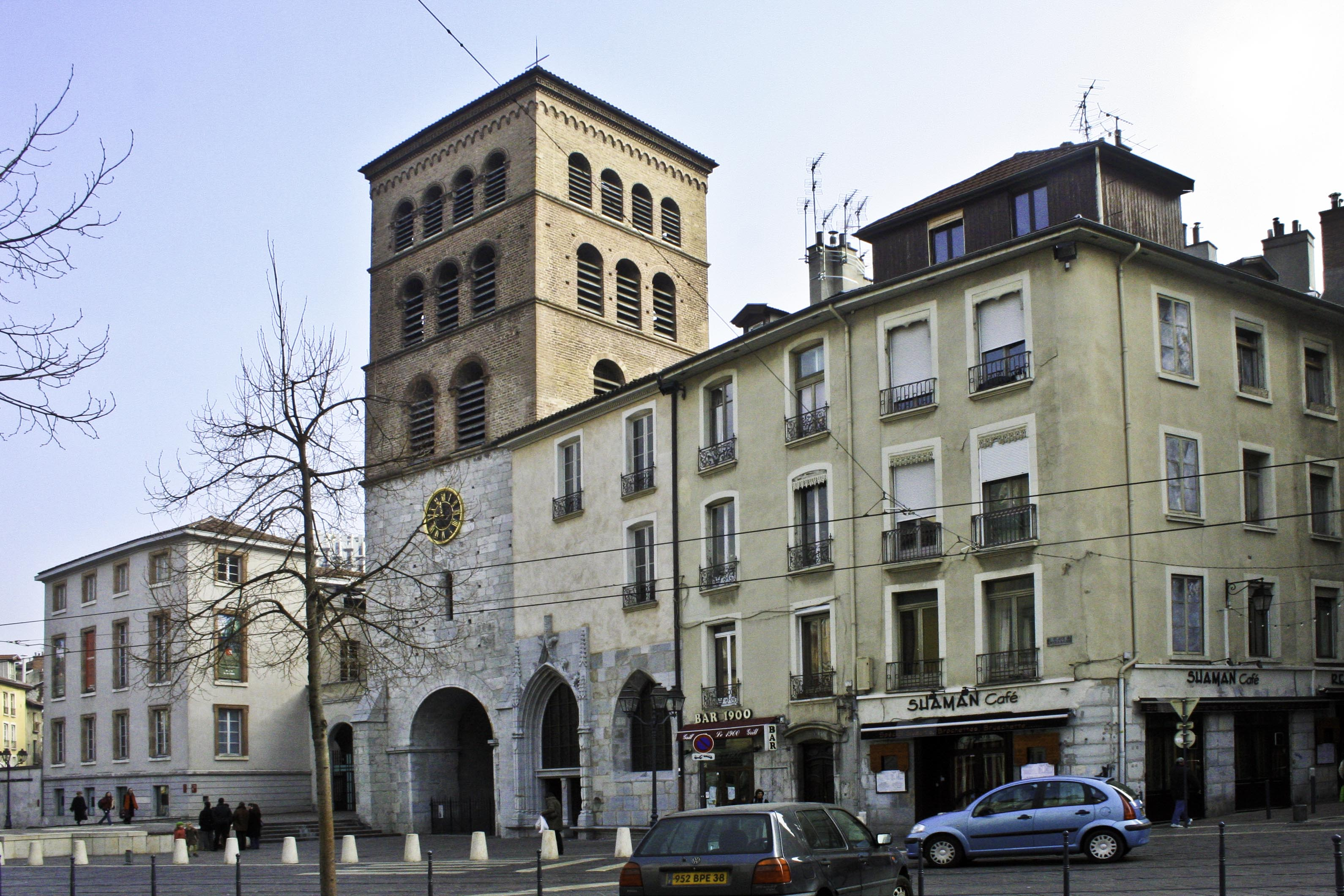
Cathédrale Notre-Dame de Grenoble
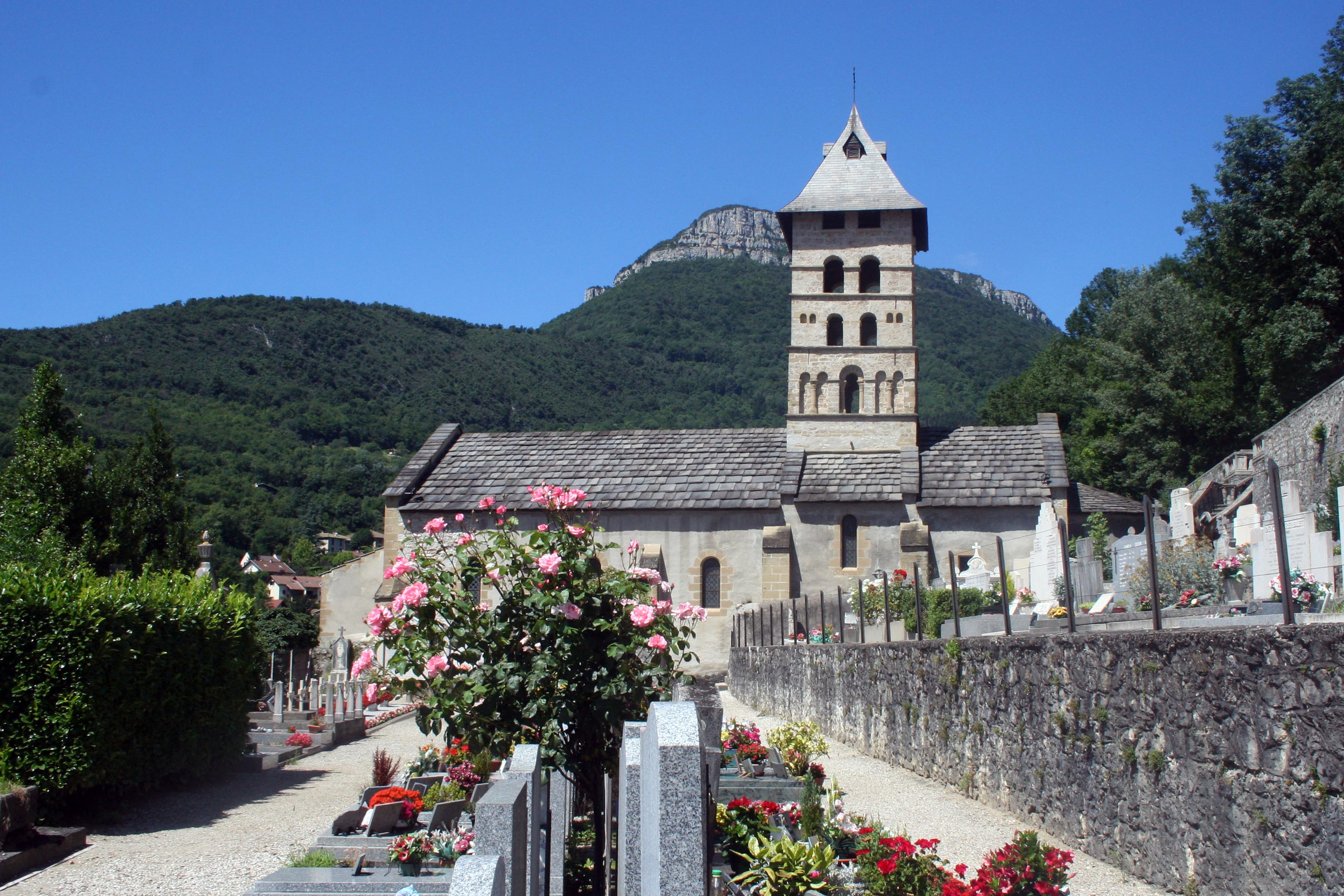
L'église prieurale Saint-Didier à Voreppe.
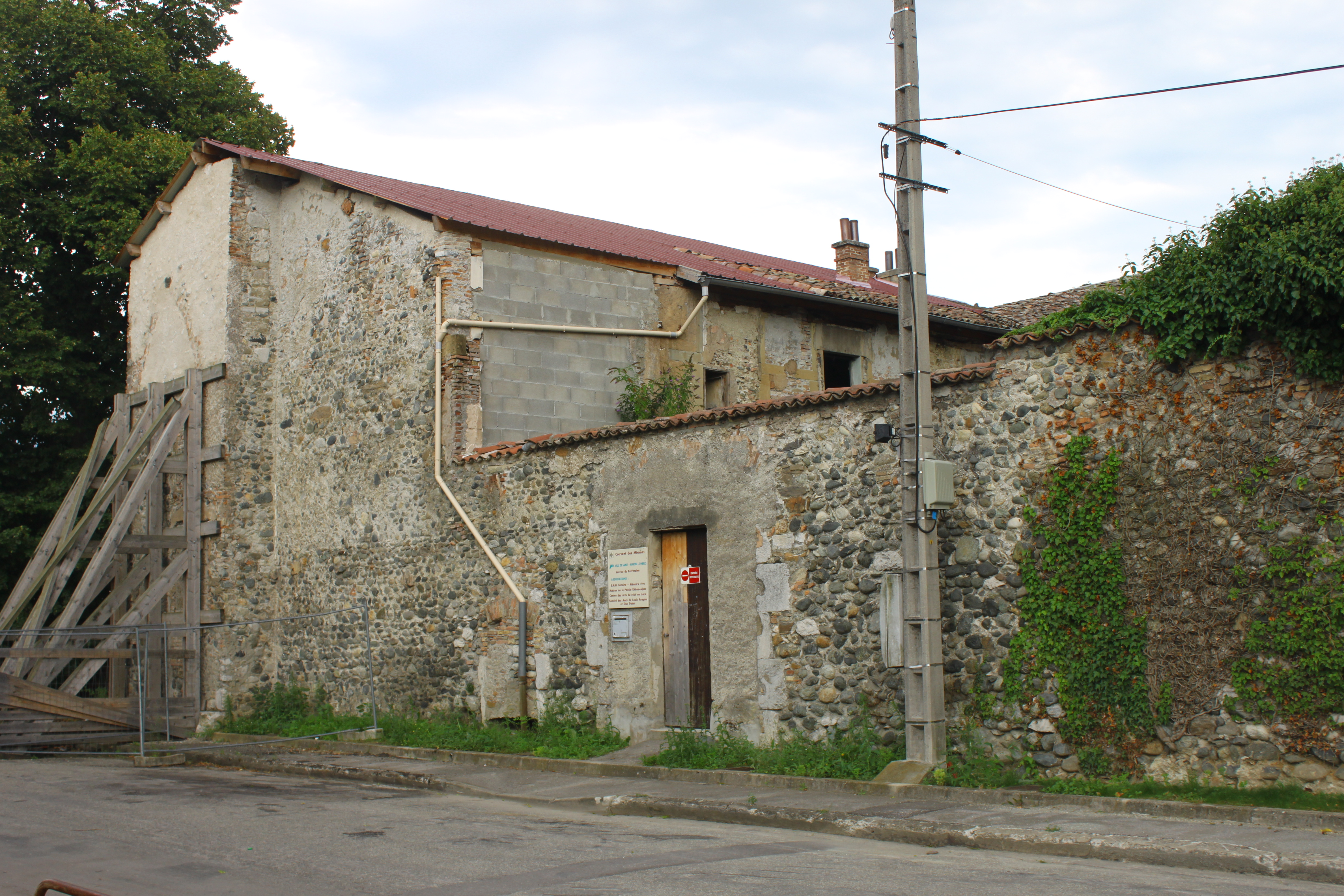
Le couvent des Minimes à Saint-Martin-d’Hères.
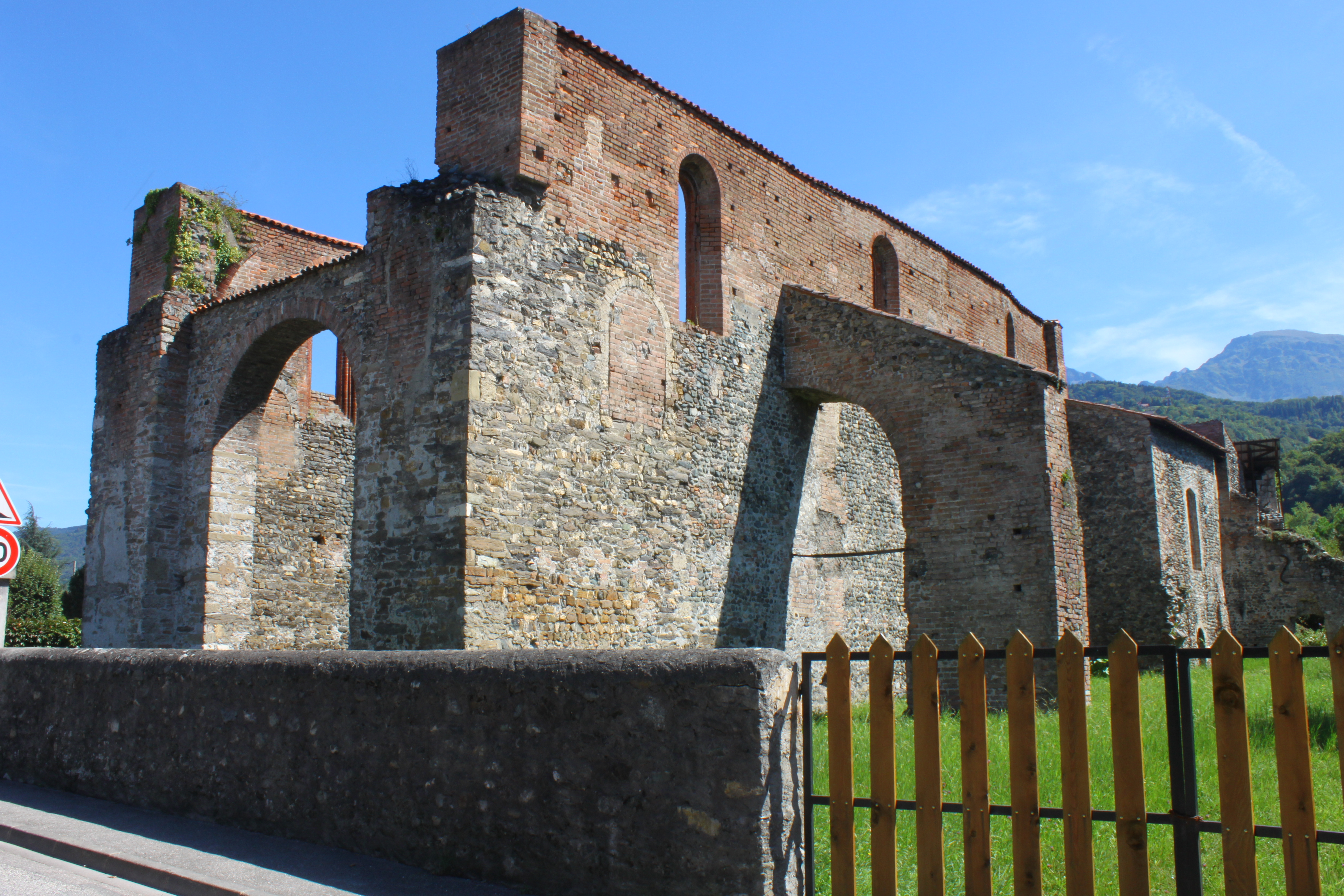
Vestiges du prieuré de Domène.

## Patrimoine environnemental
L’agglomération grenobloise comprend nombre de parcs et autres espaces naturels accessibles aux Grenoblois au-delà du Jardin de ville et du parc Paul Mistral qui entoure l'hôtel de ville de Grenoble. Le plus vaste est sans conteste le parc de l'Île d'Amour. Il consiste en un vaste espace naturel installé en bordure de l'Isère, sur la commune de Meylan. Sorte de « Central Park » grenoblois, il est aussi un lieu prisé des sportifs. Il abrite ainsi une prairie à disposition des licenciés du club de baseball et une piste en schiste spécialement aménagée d'obstacles et de virages relevés pour le bicross club de Grenoble et le Grenoble-Eybens Cyclisme. 
Sur la commune de Sassenage se trouvent les Jardins historiques du château de Sassenage qui propose un riche patrimoine végétal, parmi lequel, quelques-uns des plus beaux arbres remarquables de l’Isère. Soumis aux modes des époques, ces jardins furent tour à tour maniériste à la fin du XVIe siècle, à la française au XVIIe siècle, puis à l’anglaise au XVIIIe siècle. Le parc actuel a conservé ces aménagements des jardins irréguliers des XVIIIe siècle et XIXe siècle. 
À proximité se trouvent les Cuves de Sassenage qui  comptent parmi les sept merveilles du Dauphiné. Il est possible de visiter ces grottes sur un kilomètre. Une rivière souterraine, le Furon, les traverse.
Comme autre lieu naturel remarquable, il est à noter l’arboretum Robert Ruffier-Lanche situé à Saint-Martin-d’Hères. Tombé dans l'oubli pendant des années, c'est en 1999 que l'arboretum commence à être restauré. Situé sur les bords de l'Isère, il comporte plus de 200 espèces d'arbres et arbustes parmi lesquels un des plus gros arbres à mouchoirs en France (Davidia involucrata), le seul exemplaire en France de Paulownia tomentosa var tsinlingensis, ou encore un des plus beaux exemplaires en France de Quercus rugosa. Une autre de ses curiosités est la présence d'un sentier planétaire : il s'agit de la réalisation, à l'échelle, de l'ensemble du système solaire. 
On peut enfin citer la présence du jardin de la Casamaures sur la commune de Saint-Martin-le-Vinoux. De type exotique, on y trouve entre autres une bananeraie, des cèdres du Liban ainsi qu’un Jardin de sculptures. Le jardin est par ailleurs dominé par un magnolia grandiflora de 150 ans « au label arbre remarquable de France » .
Le château de Vizille comprend par ailleurs un parc animalier de 130 hectares qui permet d'observer de nombreuses espèces (oies du Canada, hérons cendrés, cygnes de Sibérie, daims, chevreuils). La volière accueil des paons. Le parc se décline quant à lui en multiples ambiances, allant des parterres à la française, jardins très architecturés, au parc champêtre, espace privilégié de rencontre avec la nature. Le domaine est composé d'un important réseau de canaux et de sources, dont l’élément le plus visible est le Grand canal.
Enfin, l’agglomération se trouve entourée et à proximité de nombreux espaces verts naturels, parmi lesquels on peut citer le bois des Vouillants et ses 274 hectares entre Fontaine et Seyssinet-Pariset, la base de loisirs du Bois Français et ses 75 hectares entre Saint-Ismier et le Versoud ou encore les parcs naturels régionaux du Vercors et de la Chartreuse.

Quelques photos du patrimoine environnemental de la région grenobloise
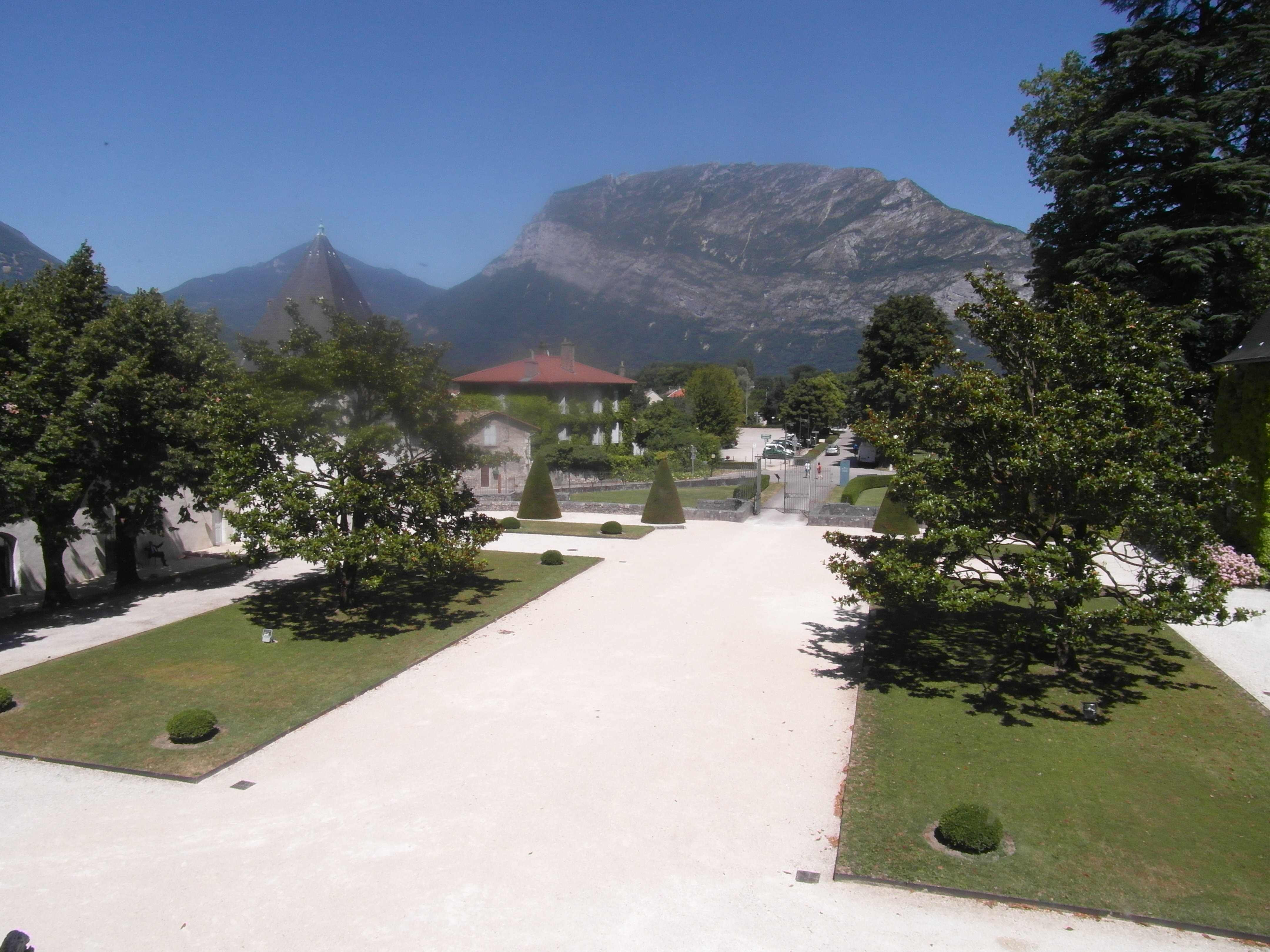
Jardin de ville du Château de Sassenage
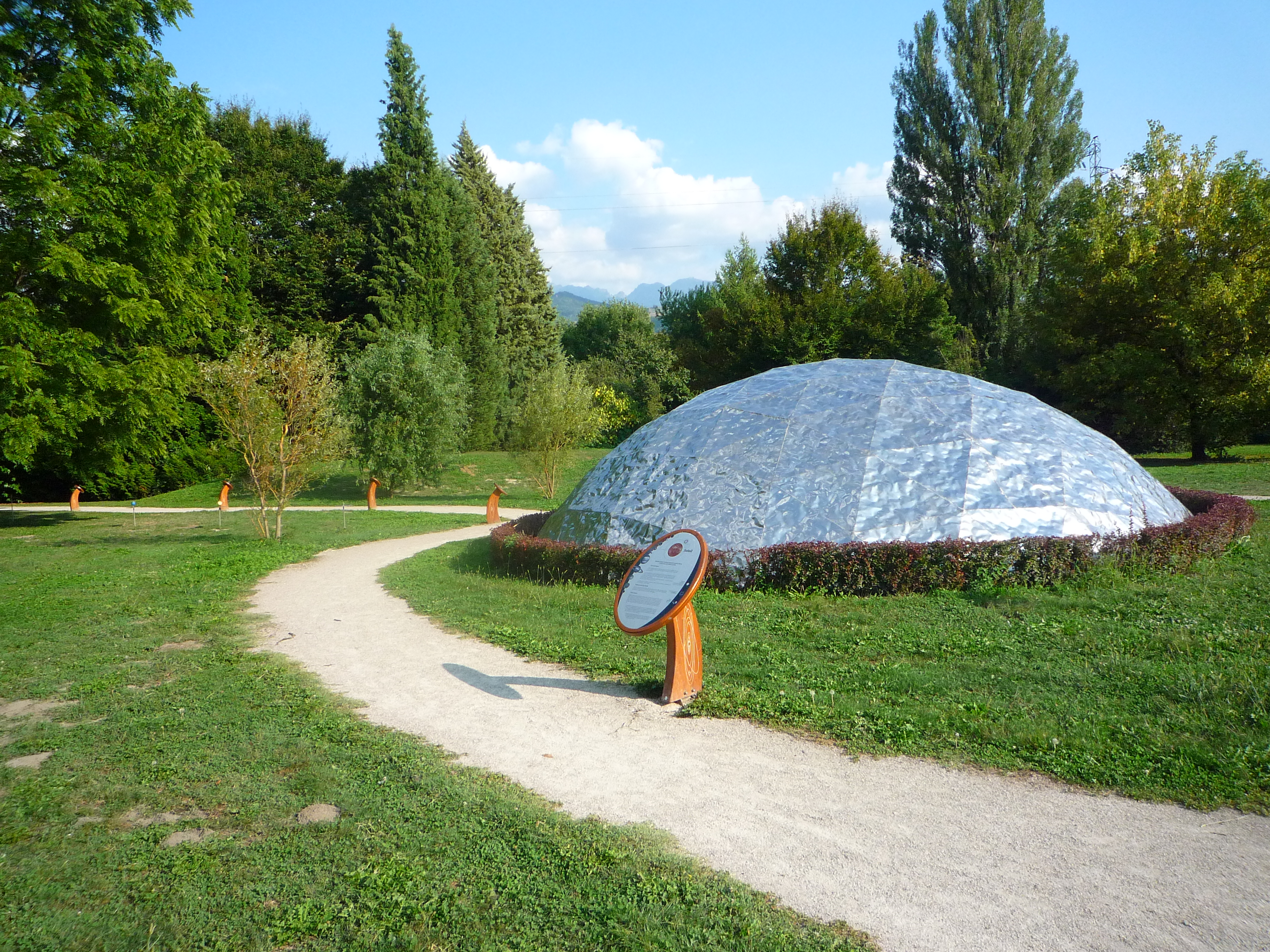
Arboretum Robert Ruffier-Lanche à Saint-Martin d'Hères.
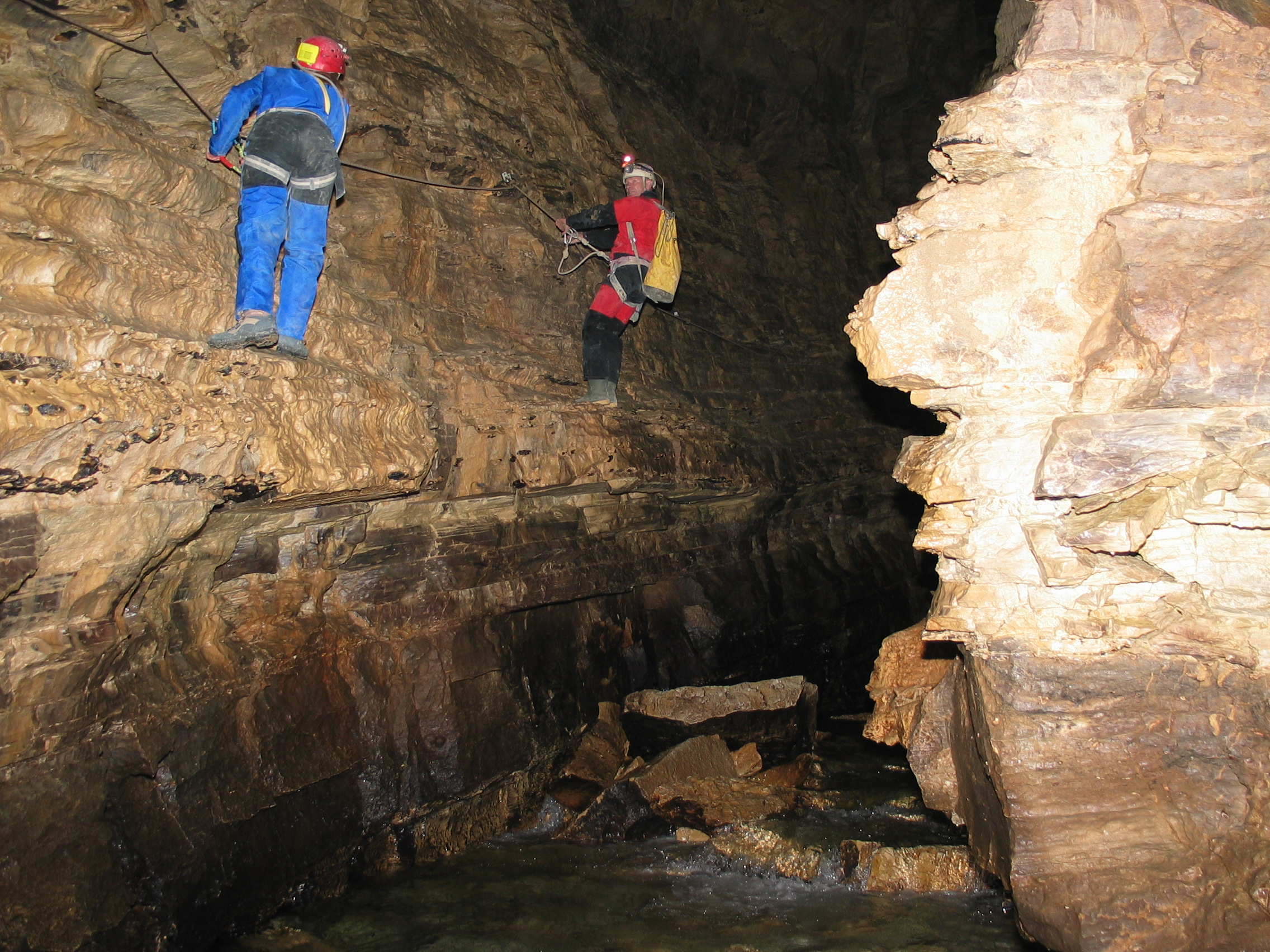
Les cuves de Sassenage.
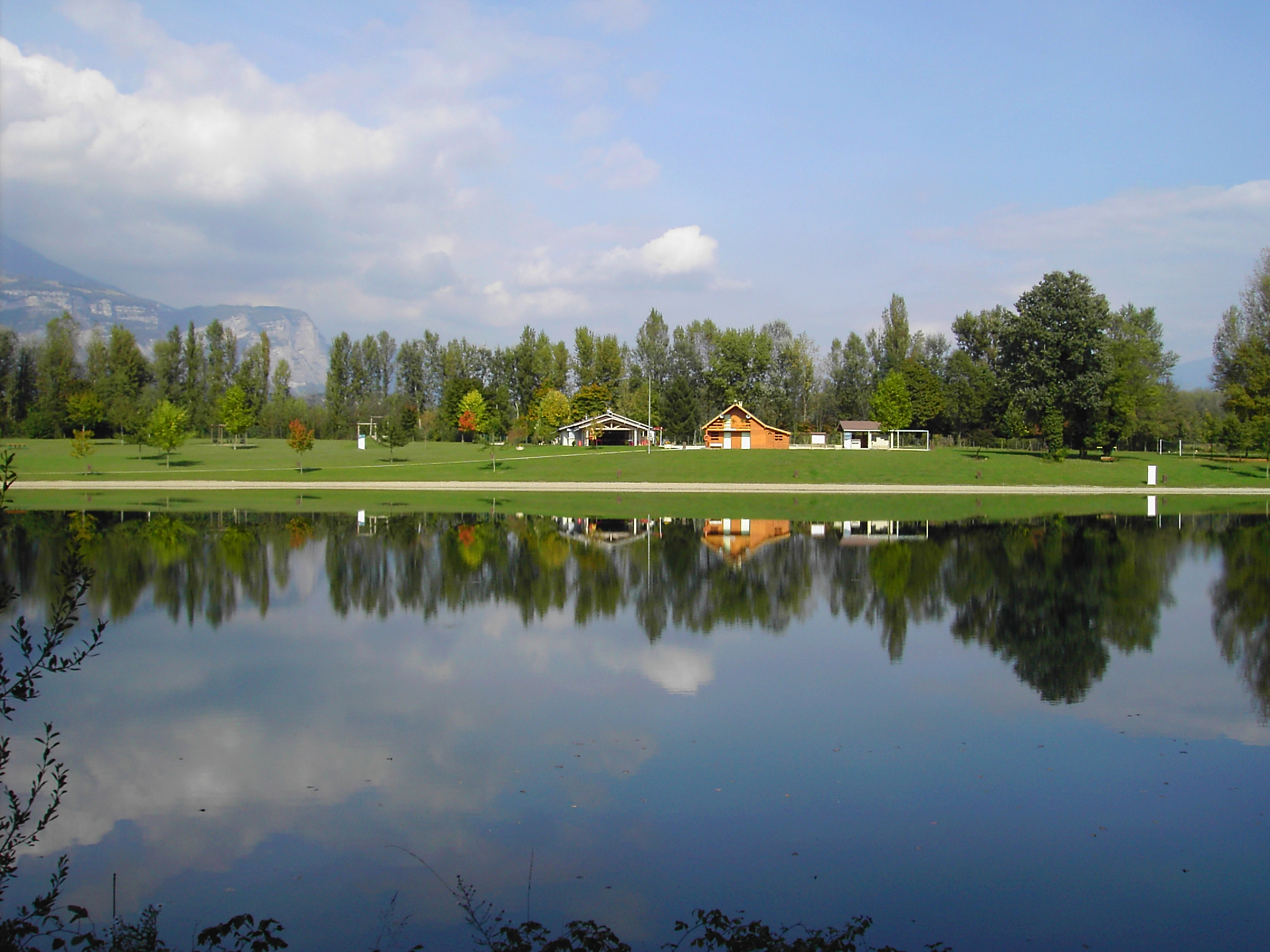
Le  Bois français au Versoud.
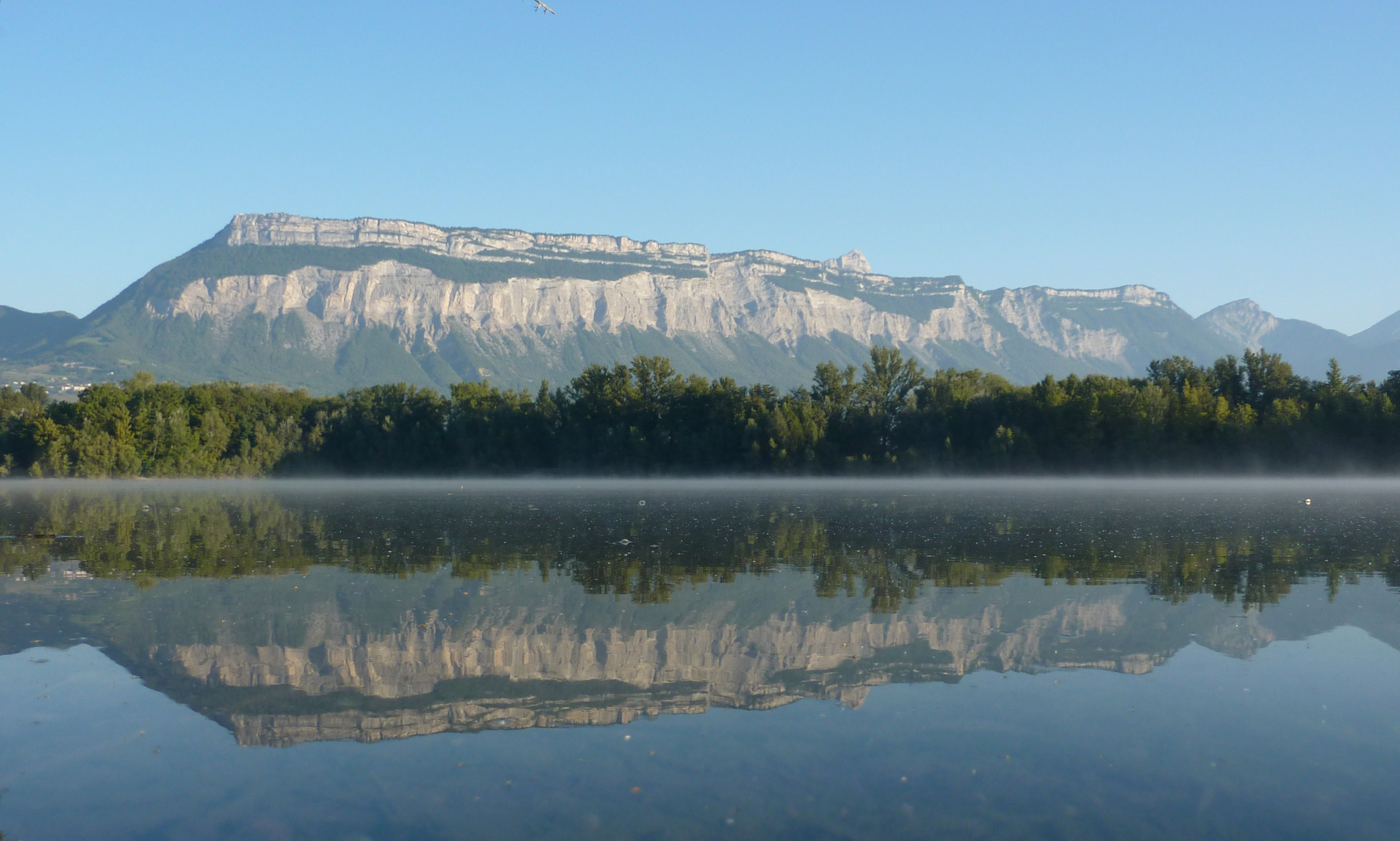
Le mont Saint-Eynard depuis le lac de la Taillat à Meylan.
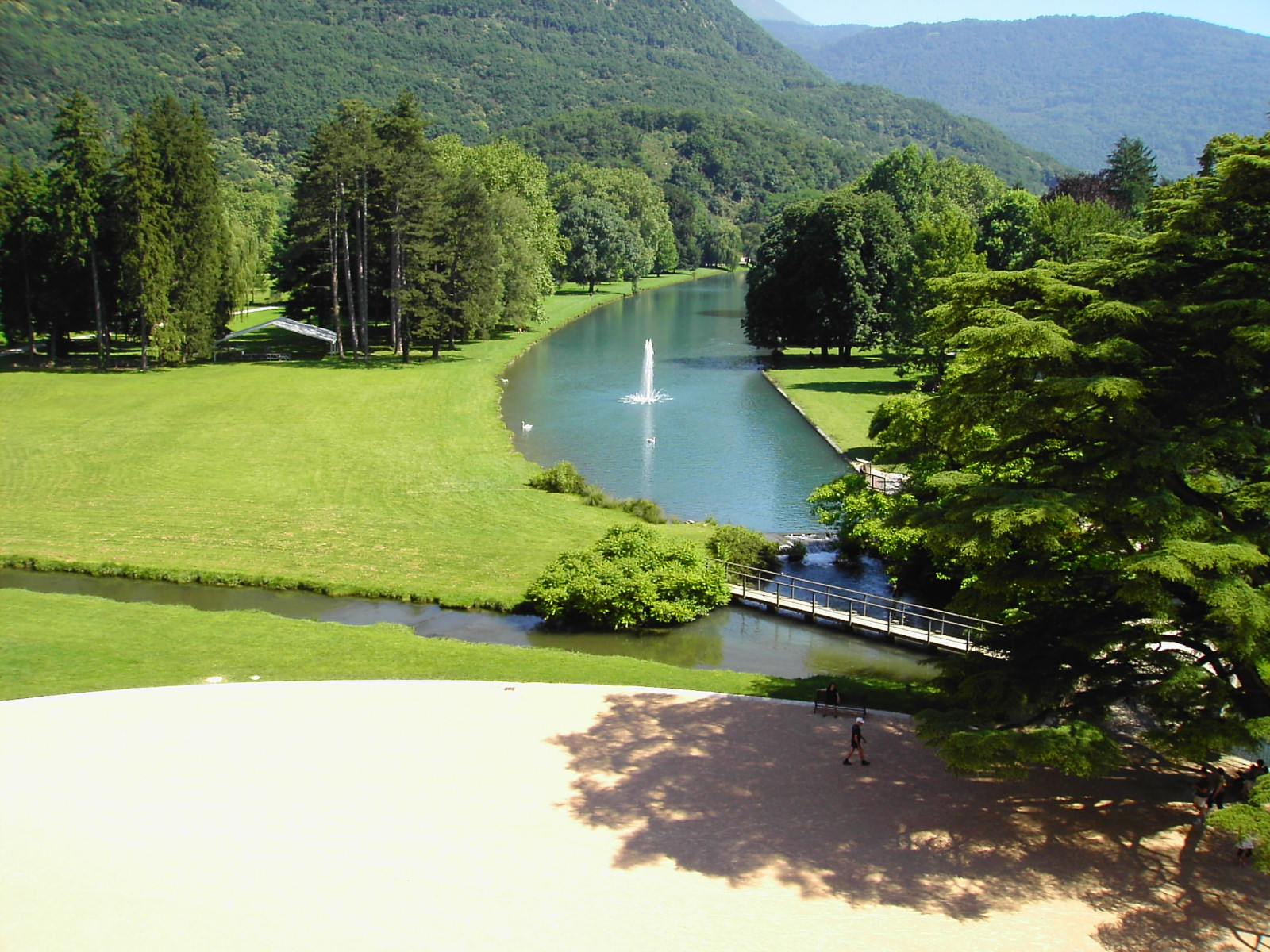
Le parc du château de Vizille.

## Patrimoine culturel
Sur le territoire de la commune de La Tronche, le musée Hébert présente, dans un parcours chronologique et thématique, l’œuvre du peintre Ernest Hébert ainsi que les peintures et les sculptures de ses amis ou de ses élèves. Il est situé dans l'ancienne propriété dauphinoise de l'artiste, qui comprend également un parc qui a reçu en 2004 le label « jardin remarquable », et qui combine végétation luxuriante (arbres ginkgo, azalées japonaises), statues, sculptures et fontaines. Le Musée grenoblois des sciences médicales, créé en 1992, se trouve au cœur du centre hospitalier, ce qui en fait un lieu insolite. La gestion du musée s’effectue en collaboration avec le CHU. Il accueille des expositions temporaires et retrace le développement de la médecine, des instruments médicaux et des infrastructures hospitalières locales.
La ville d'Échirolles s'est quant à elle dotée en 1982 du premier musée Sport/Culture et art contemporain de France. Le musée Géo-Charles présente aux visiteurs un ensemble d'œuvres sur l'art, le sport et la littérature ainsi que des collections d'art contemporain. Par ailleurs, la commune abrite également le musée de la Viscose, qui s'attache à retracer les soixante ans d'histoire de cette ancienne usine textile (invention de la soie artificielle...) ainsi que la vie et le travail des ouvriers dans la cité ouvrière.
À Jarrie, le musée de la chimie retrace l'histoire, les techniques et les applications de la chimie du chlore, cœur du patrimoine industriel local. Sur la commune voisine de Champ-sur-Drac se trouve le musée Autrefois. Créé par des habitants, grâce à leurs dons et ceux des communes voisines, il retrace l'histoire de la ville et du Sud Grenoblois. Dans huit salles et en extérieur sont évoqués la vie familiale, l'artisanat, les métiers d'antan, l'agriculture, les industries locales au XIXe siècle. À noter que ce musée est le seul dans la région grenobloise à retracer la ganterie de Grenoble et la soie de Lyon.
Le département de l'Isère créa également en 1983 dans le domaine de Vizille le musée de la Révolution française. Au deuxième étage, le centre de documentation - bibliothèque Albert Soboul met à la disposition des chercheurs et des étudiants un important fonds patrimonial et une documentation exceptionnelle relative à l'art et à l'histoire de la Révolution française. La présence des bibliothèques de travail des grands historiens Albert Soboul, Jacques Godechot, Jean-René Suratteau et Roger Barny, données par leurs familles, en font aujourd’hui un lieu incontournable pour les études révolutionnaires, fréquenté par des chercheurs du monde entier. Ce centre de documentation fait partie du réseau des bibliothèques associées de la bibliothèque municipale de Grenoble.
Musée départemental également, le Musée d’art sacré contemporain Saint-Hugues-de-Chartreuse, qui se trouve dans l'église Saint-Hugues-de-Chartreuse, expose les œuvres du peintre Arcabas. Le Musée de Saint-Antoine l’Abbaye aborde quant à lui tous les chapitres de l'histoire de l'abbaye de Saint-Antoine, mais aussi ceux de la société médiévale du XIIe au XVIe siècle.
D’autres musées s’attachent à retracer la vie d’une figure illustre ayant vécu dans le Dauphiné. C’est le cas par exemple du musée Champollion de Vif. Il s’agissait de la résidence de campagne des deux frères Jacques-Joseph et Jean-François Champollion mais aussi de leur lieu de travail. Certaines parties de la résidence comme la magnanerie, les hangars, les jardins etc. sont classés monuments historiques depuis 1994. La maison fut acquise par le conseil général de l'Isère en 2001 qui en a fait un musée consacré à l'histoire des deux frères. Elle possède une collection d'une vingtaine d'objets eux aussi classés parmi lesquels un buste de Jean-François Champollion par Antoine Étex, des tableaux de Madame de Rumilly représentant les deux frères et leur famille, des objets que Jean-François Champollion ramena de ses campagnes en Égypte (poignard, costume), un fac-similé de la Pierre de Rosette datant des années 1820. À La Côte-Saint-André, le musée Hector-Berlioz évoque la vie et l’œuvre du musicien dans la maison du compositeur. Tout comme le musée Hébert il a reçu le label « Maison des Illustres ». 
Au sein du château Bayard se trouve le musée du chevalier Bayard, créé en 1975. Quatre thèmes sont abordés dans le musée: l'histoire du château, la vie du chevalier Bayard, les campagnes d'Italie, la chevalerie française. Par ailleurs, une vidéo et une animation interactive présentent les itinéraires empruntés par Bayard lors des six campagnes d'Italie, ainsi que les événements de l'époque.
Enfin, la maison Bergès - musée de la houille blanche, situé à Lancey sur la commune de Villard-Bonnot, évoque l’histoire du père de la houille blanche, Aristide Bergès, et des premiers pas de l’hydroélectricité.

Quelques photos du patrimoine culturel de la région grenobloise
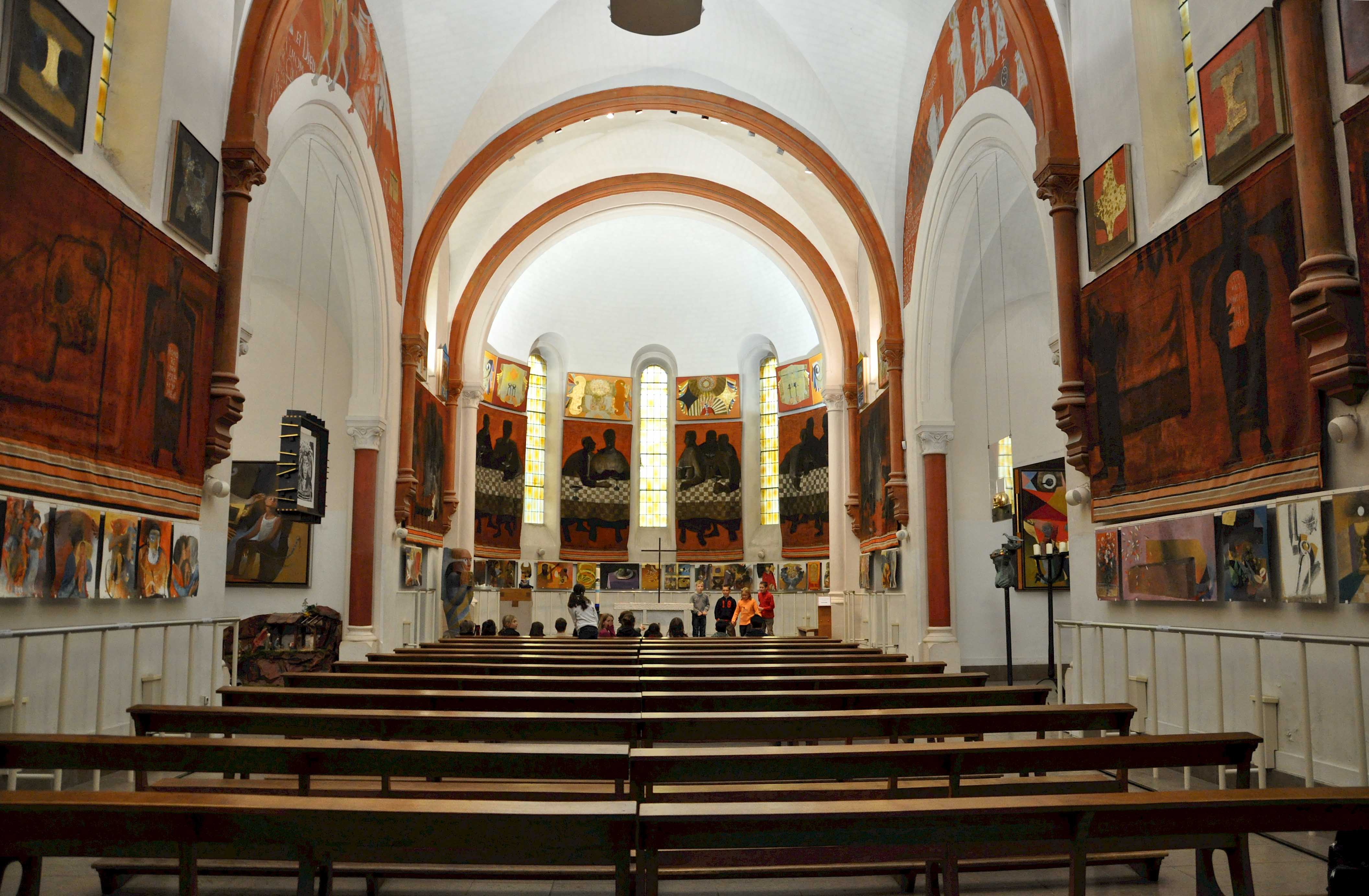
Musée d'art sacré contemporain à Saint-Hugues-de-Chartreuse
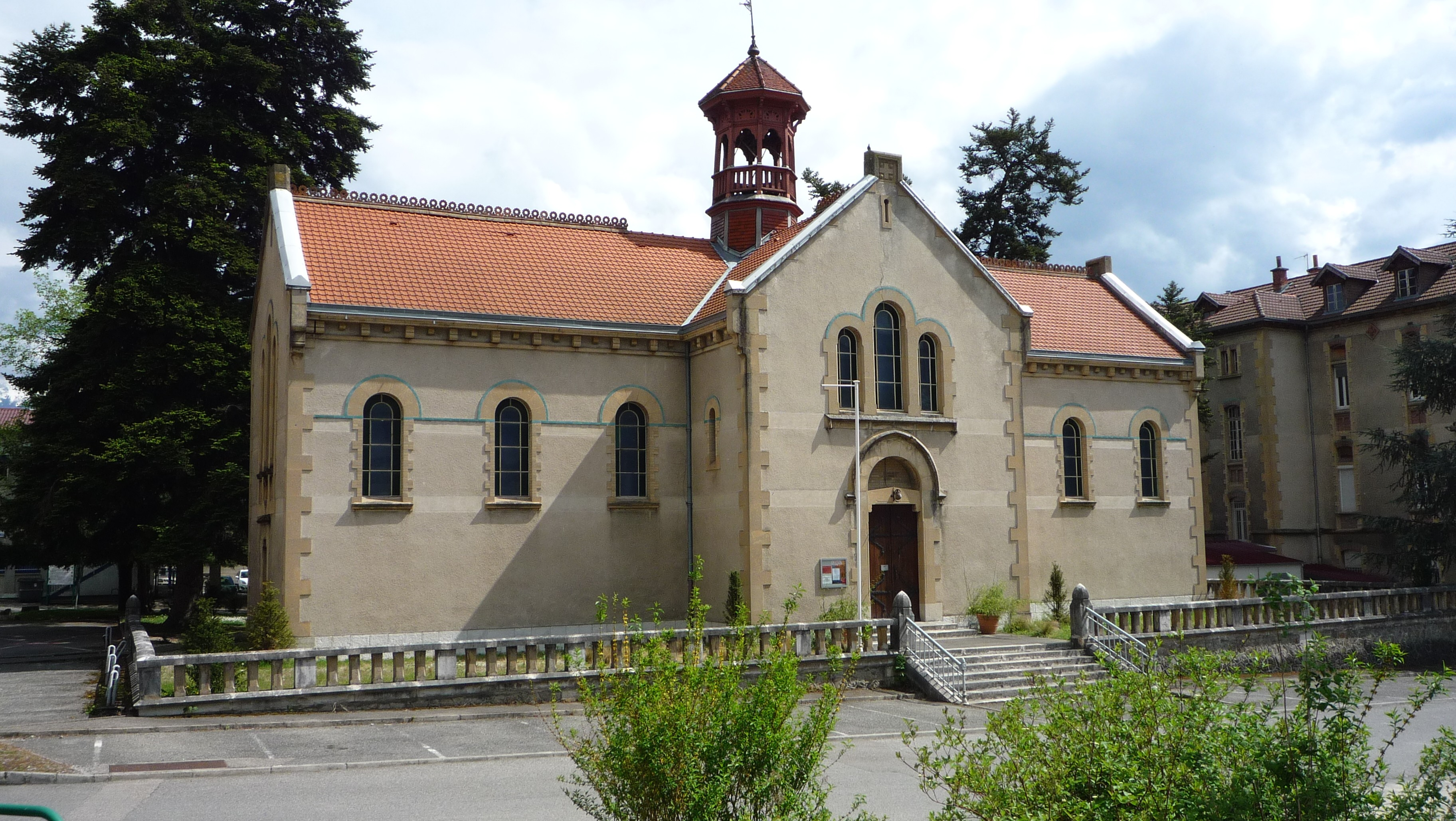
Musée des Sciences médicales à la Tronche.
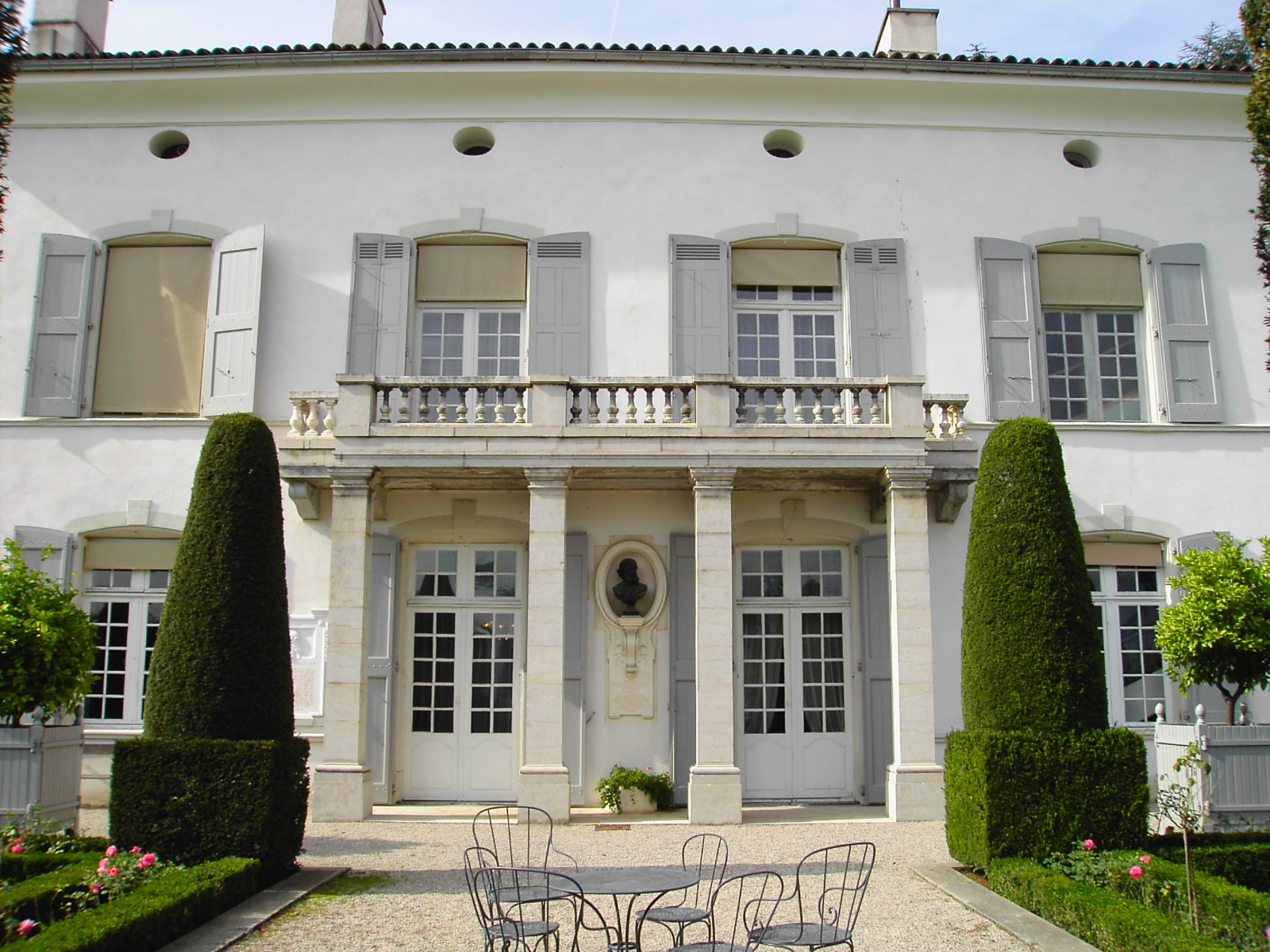
Musée Hébert à La Tronche.
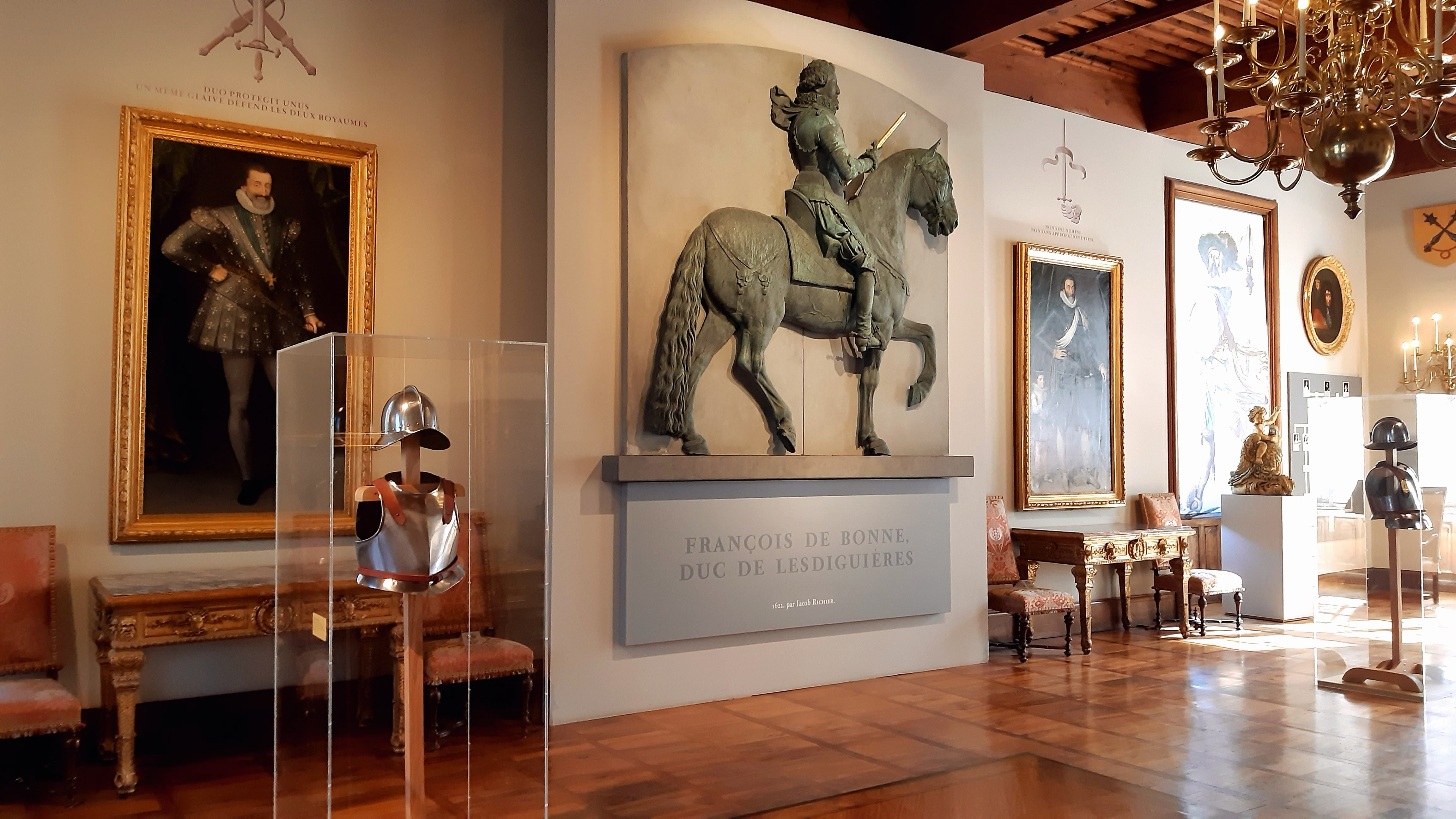
Musée de la Révolution française à Vizille.
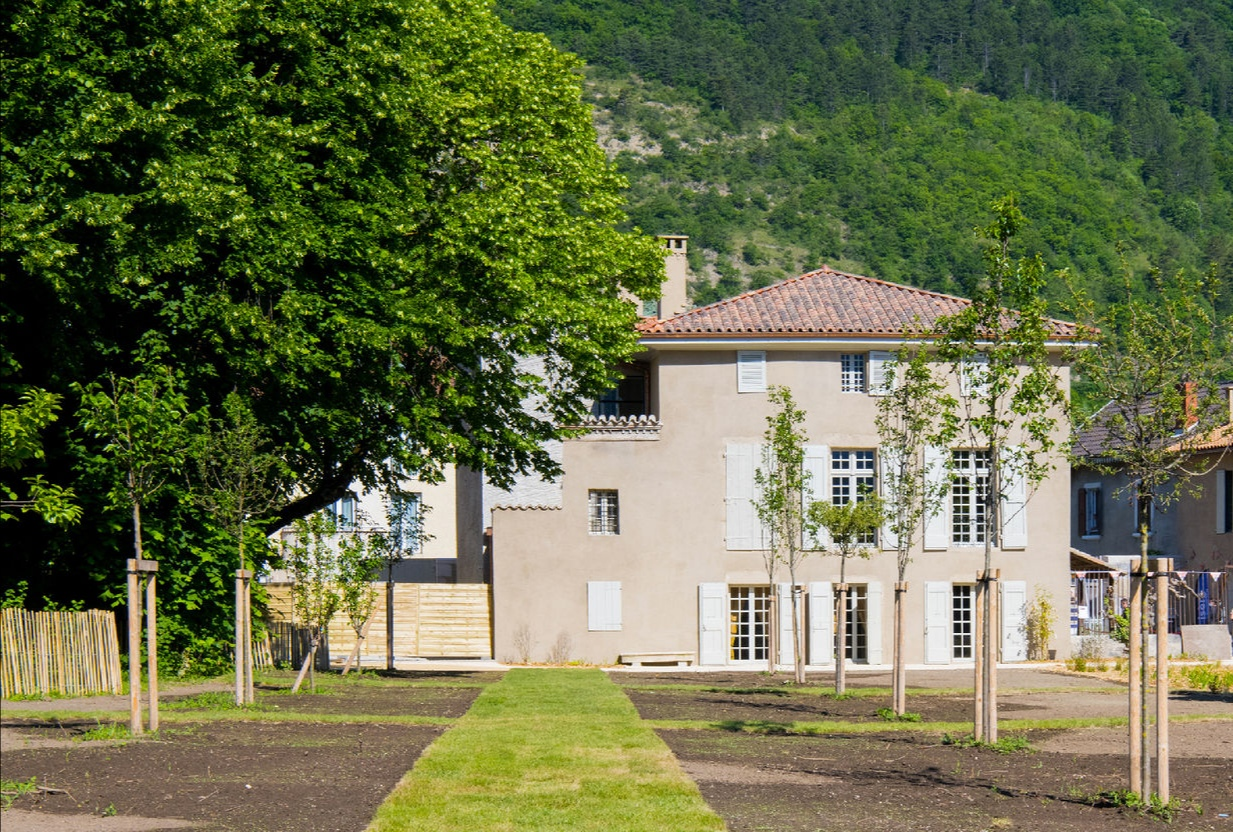
Maison Champollion à Vif.